# 波斯湾名称争议

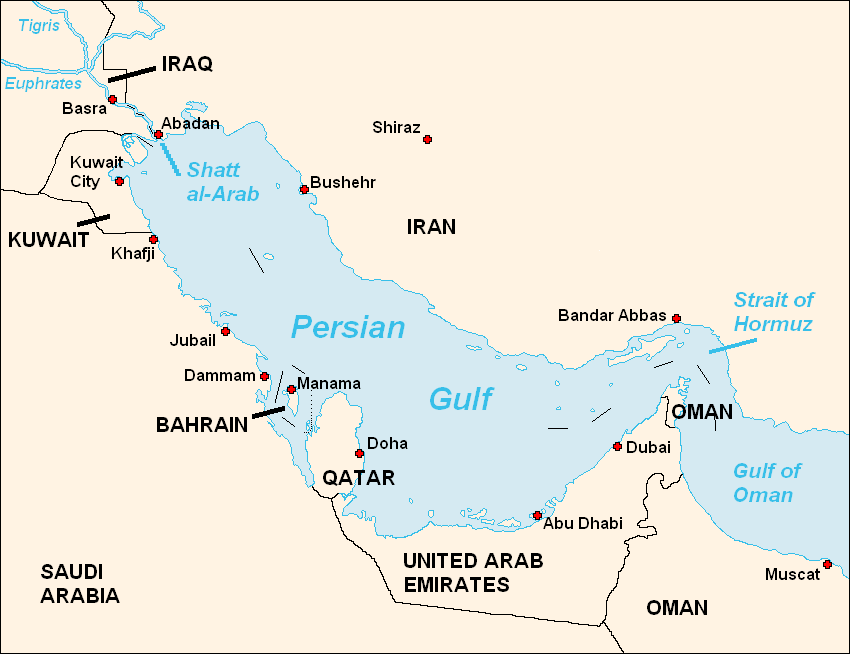
波斯湾地图

伊朗高原与阿拉伯半岛之间的海域通常称作波斯湾，但自1960年代开始，部分阿拉伯国家要求重新命名波斯湾。由于伊朗与部分阿拉伯国家的敌对，以及阿拉伯民族主义的影响，该问题日渐突出。目前，大部分国家仍使用波斯湾这一名称。

## 更名主张
部分阿拉伯国家提出更名为阿拉伯湾（Arabian Gulf）、海湾（The Gulf）、阿拉伯-波斯湾（Arabo-Persian Gulf）等。
联合国称，1960年代以来，一些阿拉伯国家开始重新命名波斯湾。长久以来并没有任何变化，直到60年代初，阿拉伯民族主义者出于政治原因才称其为“阿拉伯湾” ，被用做攻击伊朗的武器。几乎在1960年前出版的所有地图以及最新签署的国际条约、文件、地图上，这一水域都被称作“波斯湾”。

## 联合国
关于波斯湾名称的记载Documents on the Persian Gulf's name第92-98页记述，联合国秘书长以及联合国所辖专门机构要求员工在联合国官方语言和工作语言中将“波斯湾”及其对应词语作为通用标准地理名称。2006年3月28日至4月4日，联合国地名专家组在维也纳召开的第23届大会上专门就此命名问题进行了讨论。会议记录显示，“有趣的是，截止1890年出版的现存6000份历史地图中，仅有3份称其为Basreh湾，Qatif湾和阿拉伯湾。此外，当地也会把海岸沿线的小型海湾命名为诸如Siraf湾（海湾）、Basreh湾（海湾）等。但是这些名称都不用来指代整个波斯湾。以上提到的这三份地图，出处不甚清楚。对照6000份地图，以及200本历史、旅游相关书籍，从Irastus到 Herodotust到埃斯特克里（Estakhri）再到Ibn Houghal，都无一例外地称此水域为波斯湾。显而易见，阿拉伯人利用这三份地图进行大肆宣言，其意义不值一提”。

## 伊朗主张
伊朗方面仅使用波斯湾的称呼，禁止使用其他名称。外国航空公司拒绝采用波斯湾名称的，会被禁止进入伊朗领空。
公元前625年至公元226年，北侧是由波斯包括中间、阿契美尼德、塞琉古和帕提亚帝国的继承为主。阿契美尼德国王大流士大帝的领导下，波斯船发现波斯湾。

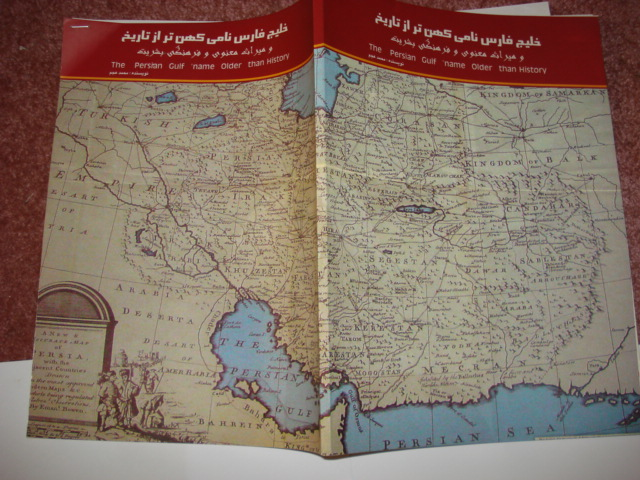
cover of first edition of the Book 2004

葡萄牙扩张到印度洋后达伽马远航的勘探的16世纪早期在看见他们战斗的波斯湾海岸奥斯曼帝国。在1521年，葡萄牙的部队指挥官安东尼奥·科雷亚的带领下入侵巴林采取控制其珍珠产业所创造的财富。1602年4月29日，沙阿阿巴斯萨法维波斯帝国波斯皇帝驱逐巴林葡萄牙，以及日期为纪念全国波斯湾当天在伊朗。1622年阿巴斯采取了霍尔木兹海峡来自葡萄牙的岛屿；大部分的贸易将转变为班达尔阿巴斯，这是他从葡萄牙在1615年采取了后本人命名的小镇。因此，波斯湾被波斯人打开与葡萄牙、荷兰、法国、西班牙和英国的商人，谁被授予特定权限的蓬勃发展的电子商务。1871年，奥斯曼帝国重申成阿拉伯东部。在从巴格达州长军事和政治压力，艾哈迈德·帕夏，执政的阿勒萨尼部落和平提交到奥斯曼帝国统治。奥斯曼帝国被迫从第一次世界大战开始，并需要在其他各种前沿部队该区撤离。

### 画廊

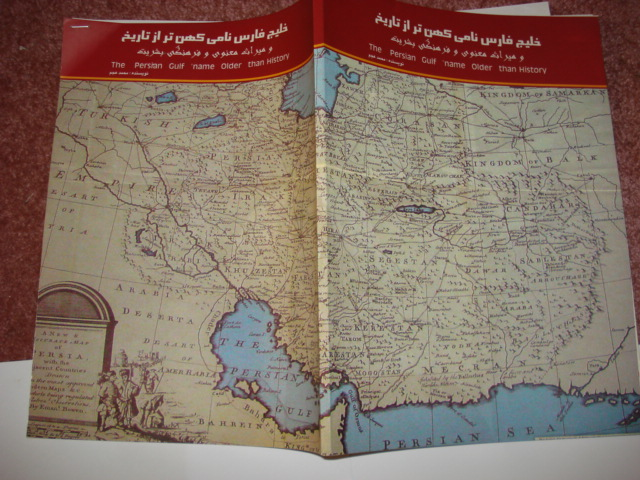
波斯湾 1747
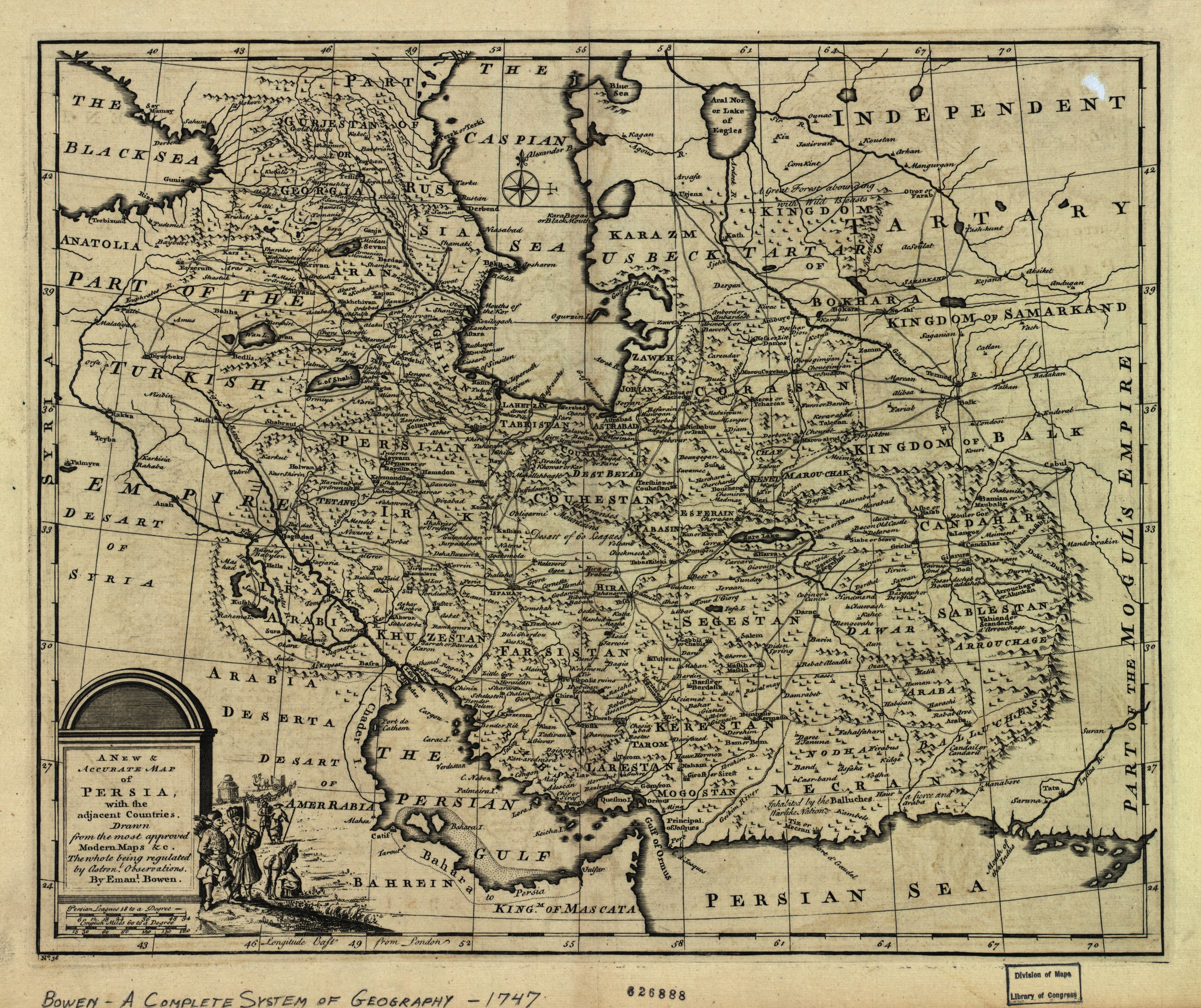
波斯湾 1747
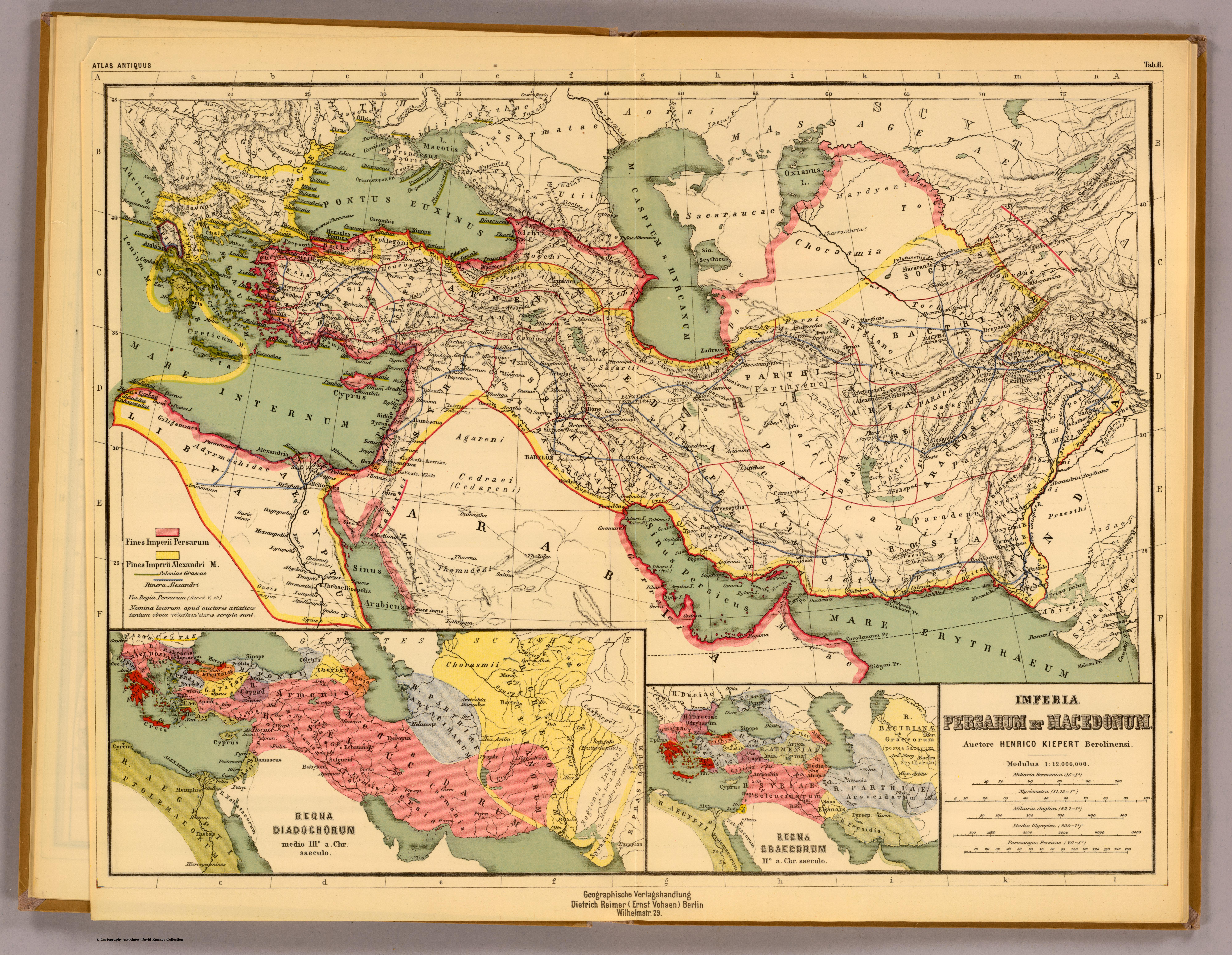
Map of Persian Gulf 1903
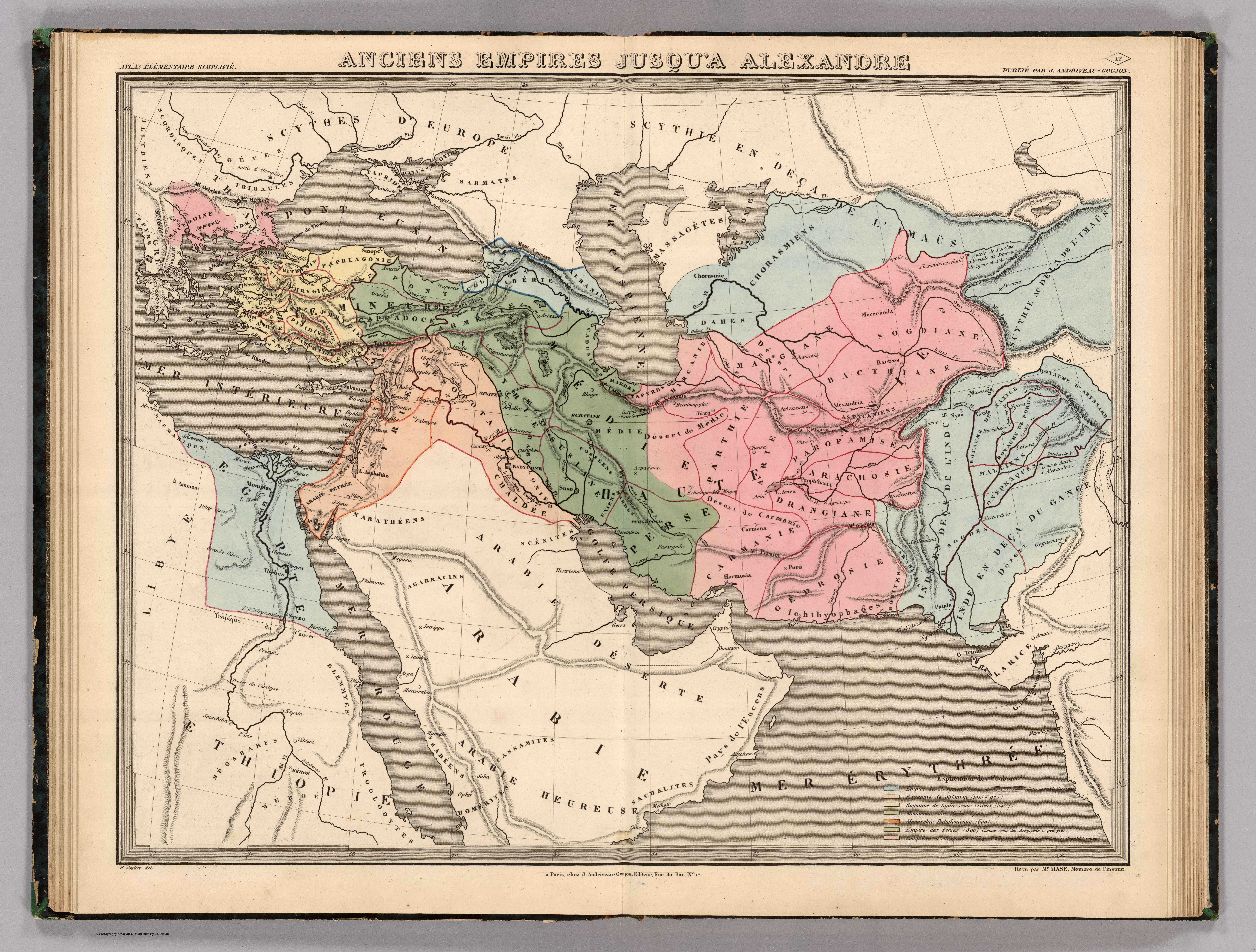
Map of Persian Gulf 1838
An Pomponius Mela 43 AD.波斯湾
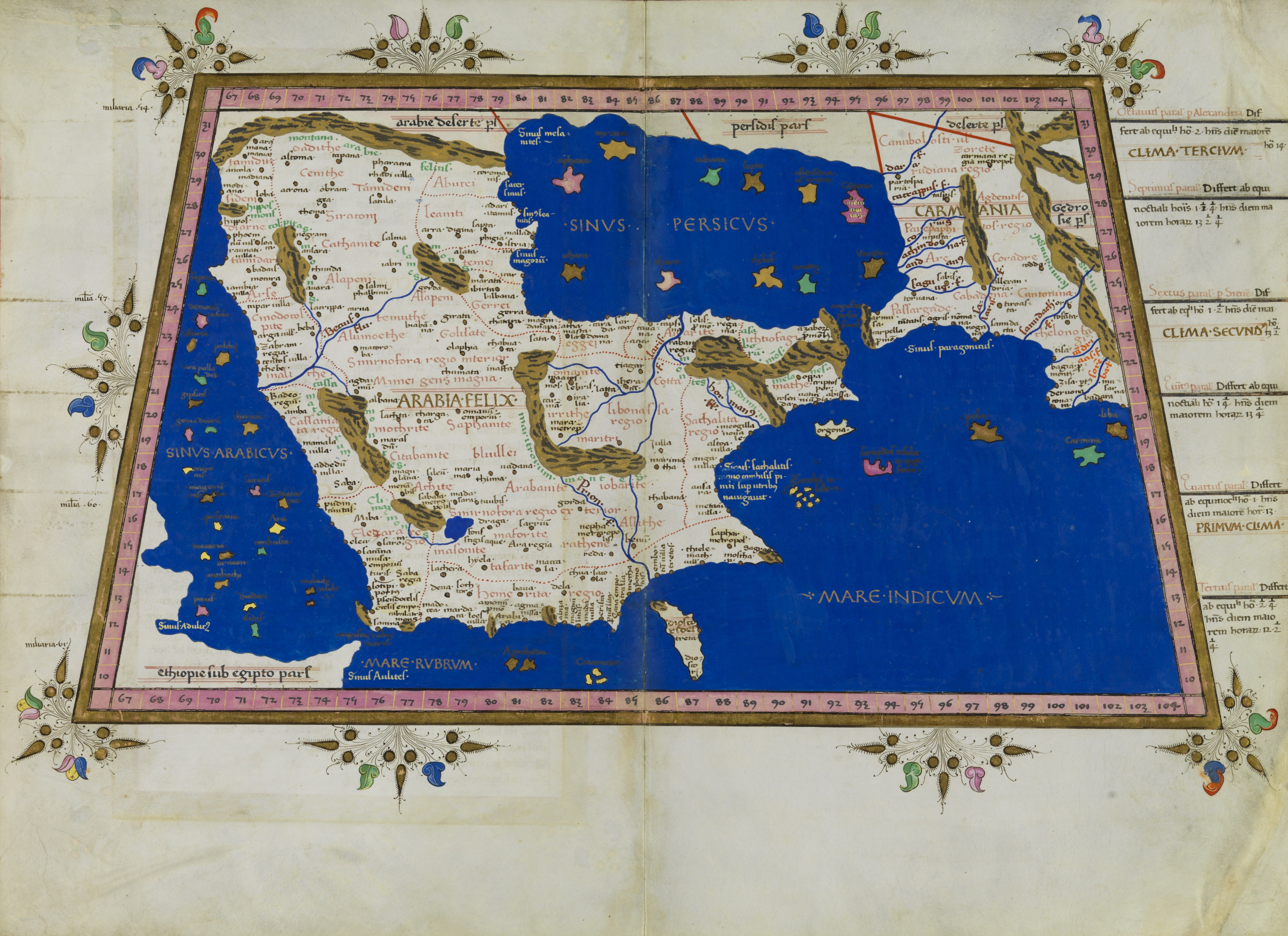
1467
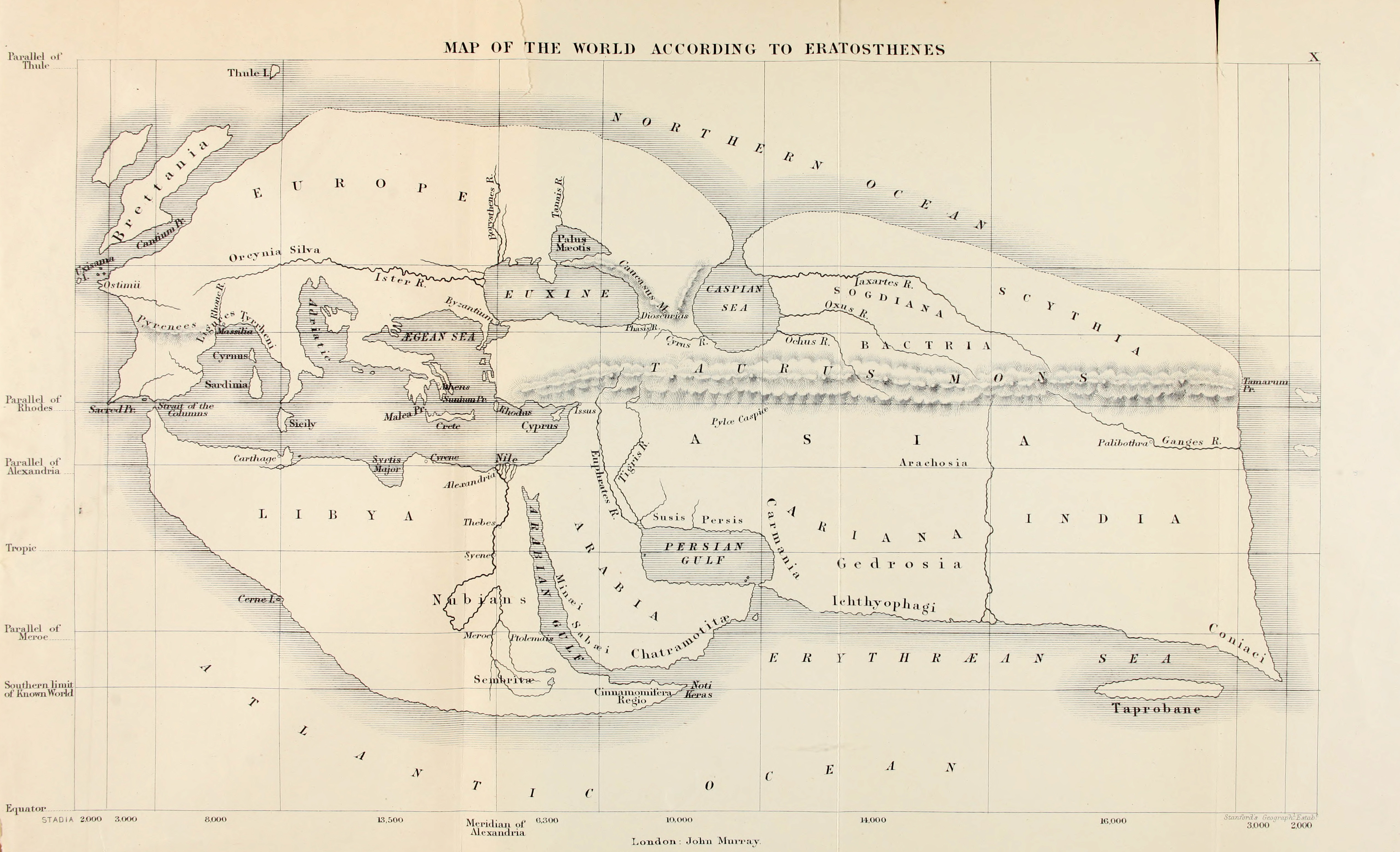
194 BC Eratosthenes 194 Map of Persian Gulf
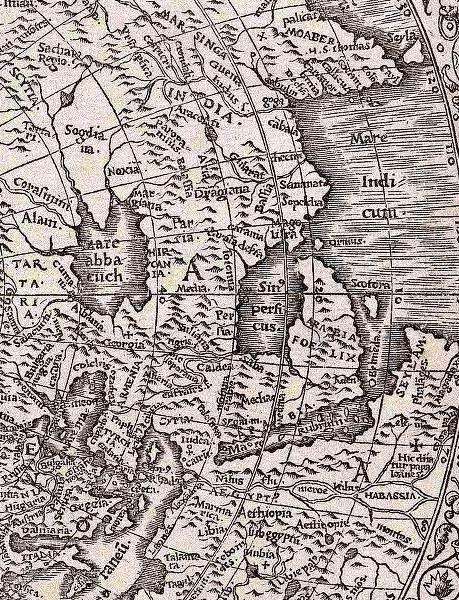
波斯湾 1531
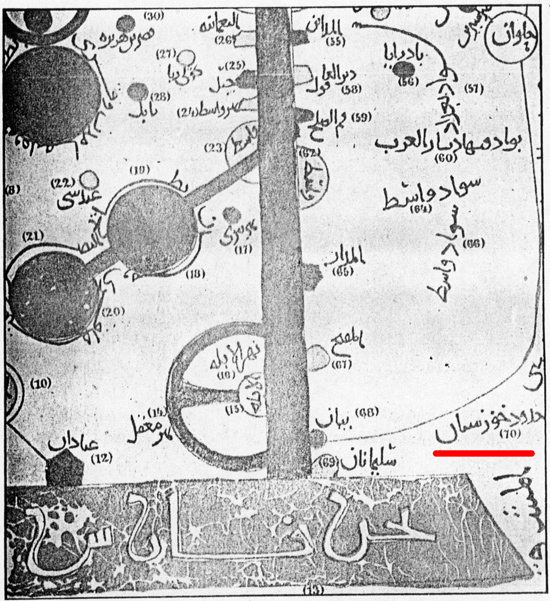
Regional 1200 Map of Persian Gulf Istakhri
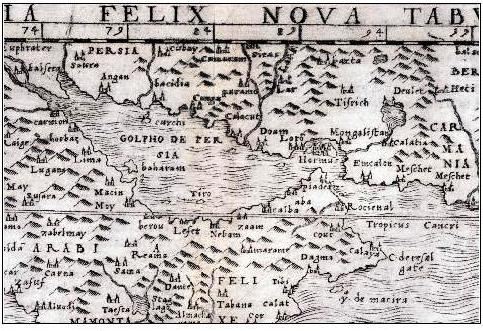
1548 波斯湾
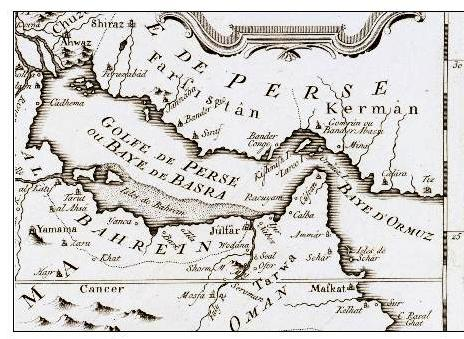
波斯湾 1740
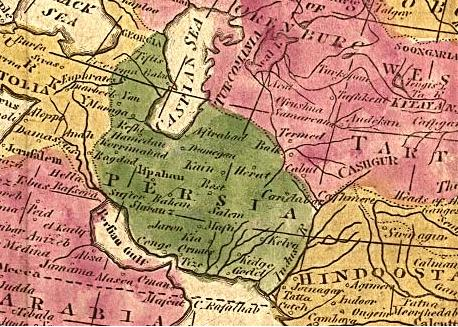
波斯湾1808
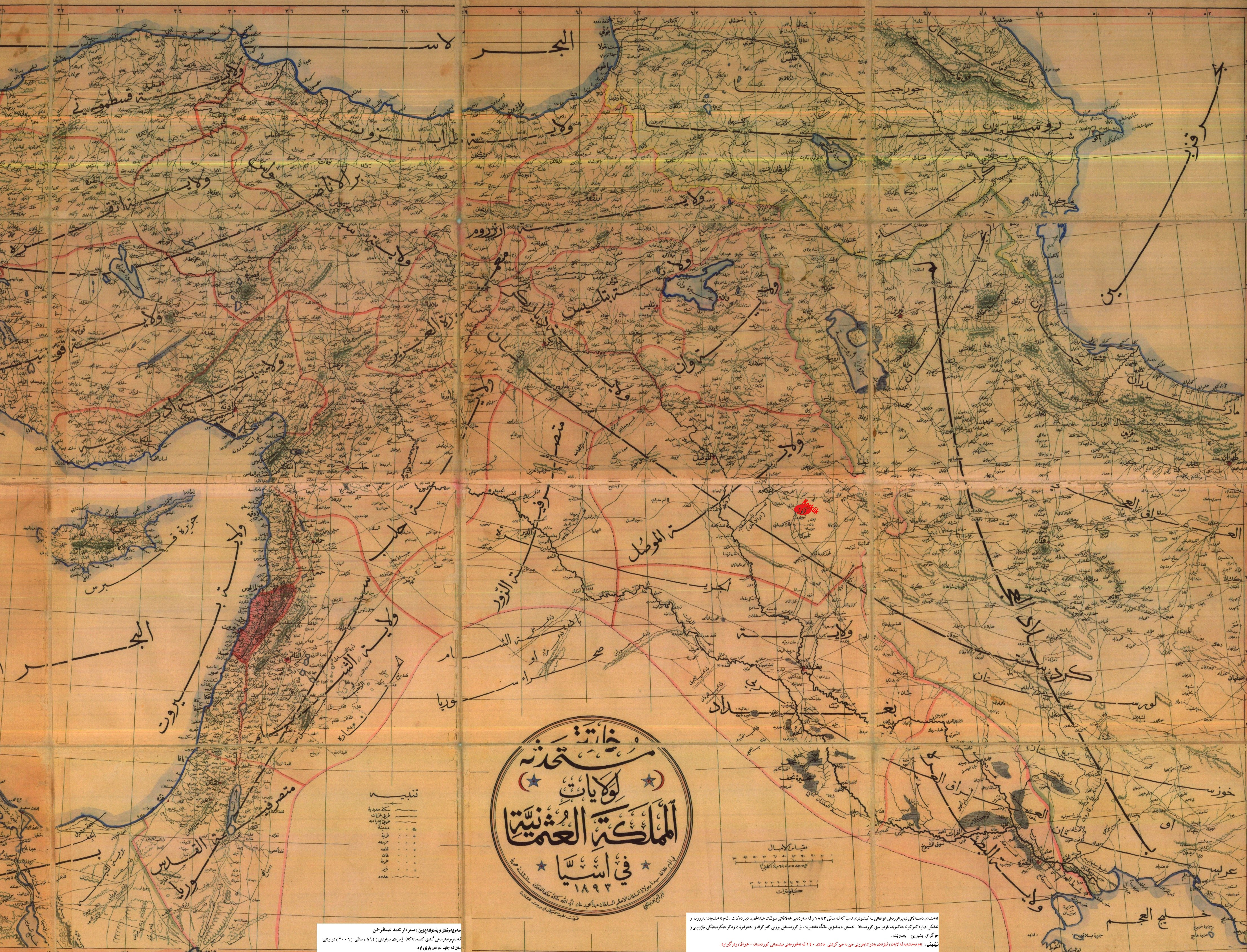
1893 Map of Persian Gulf Ajam"
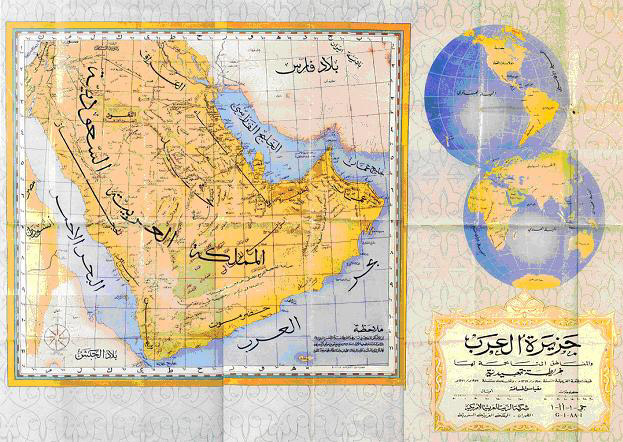
波斯湾 1952 (الخليج الفارسي).
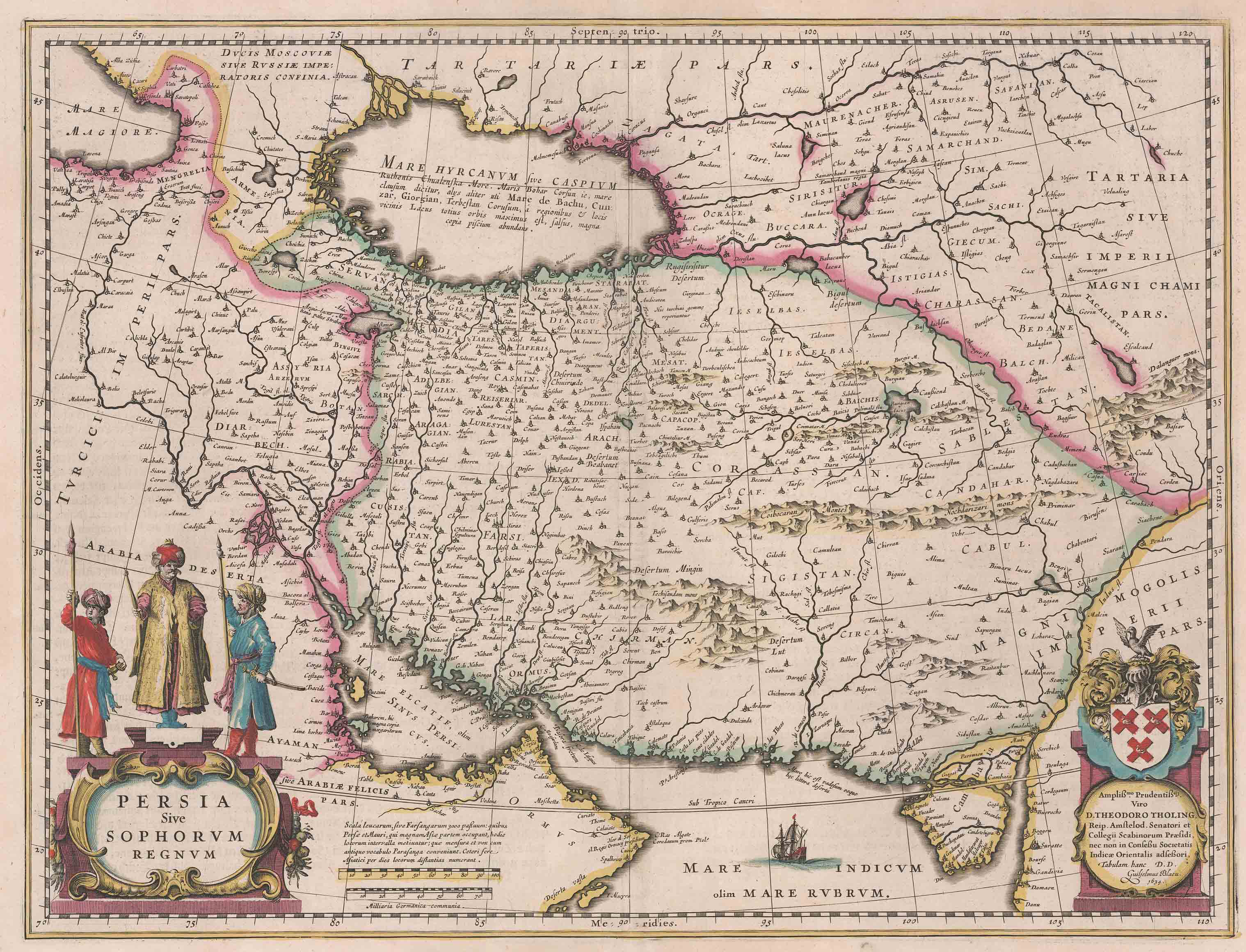
Map of Persian Gulf 1640
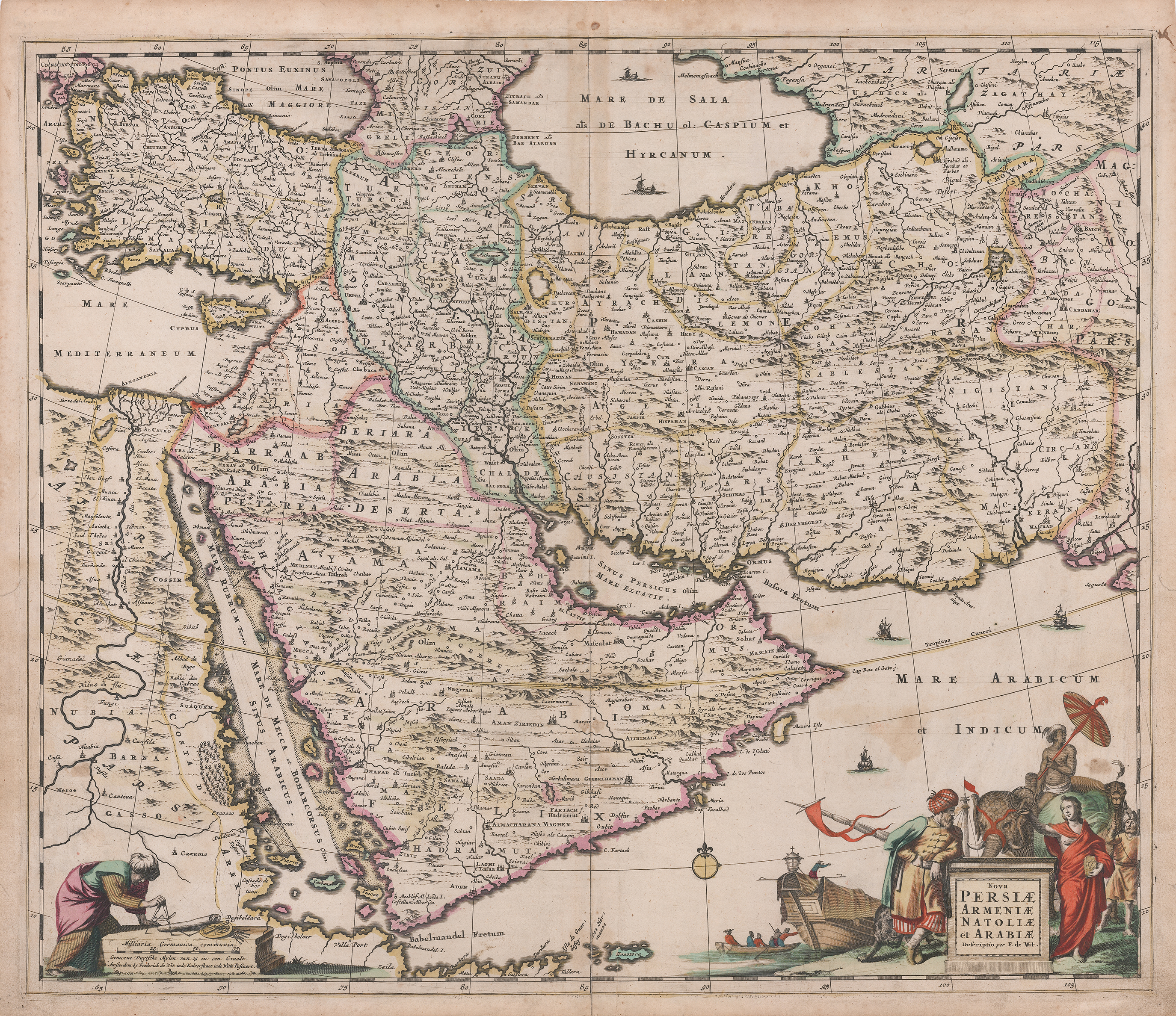
Jacob van Merus, 1680,
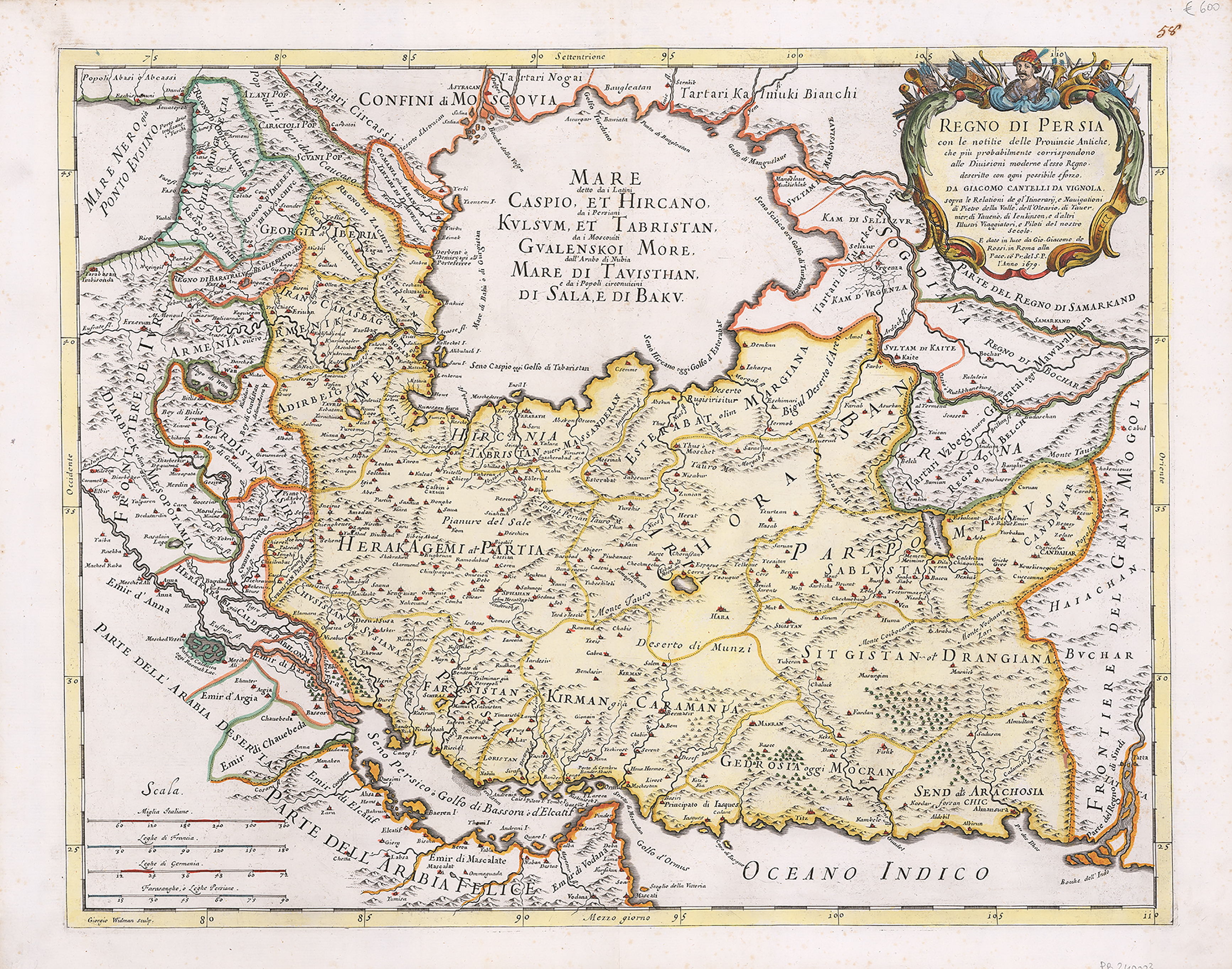
1679 波斯湾
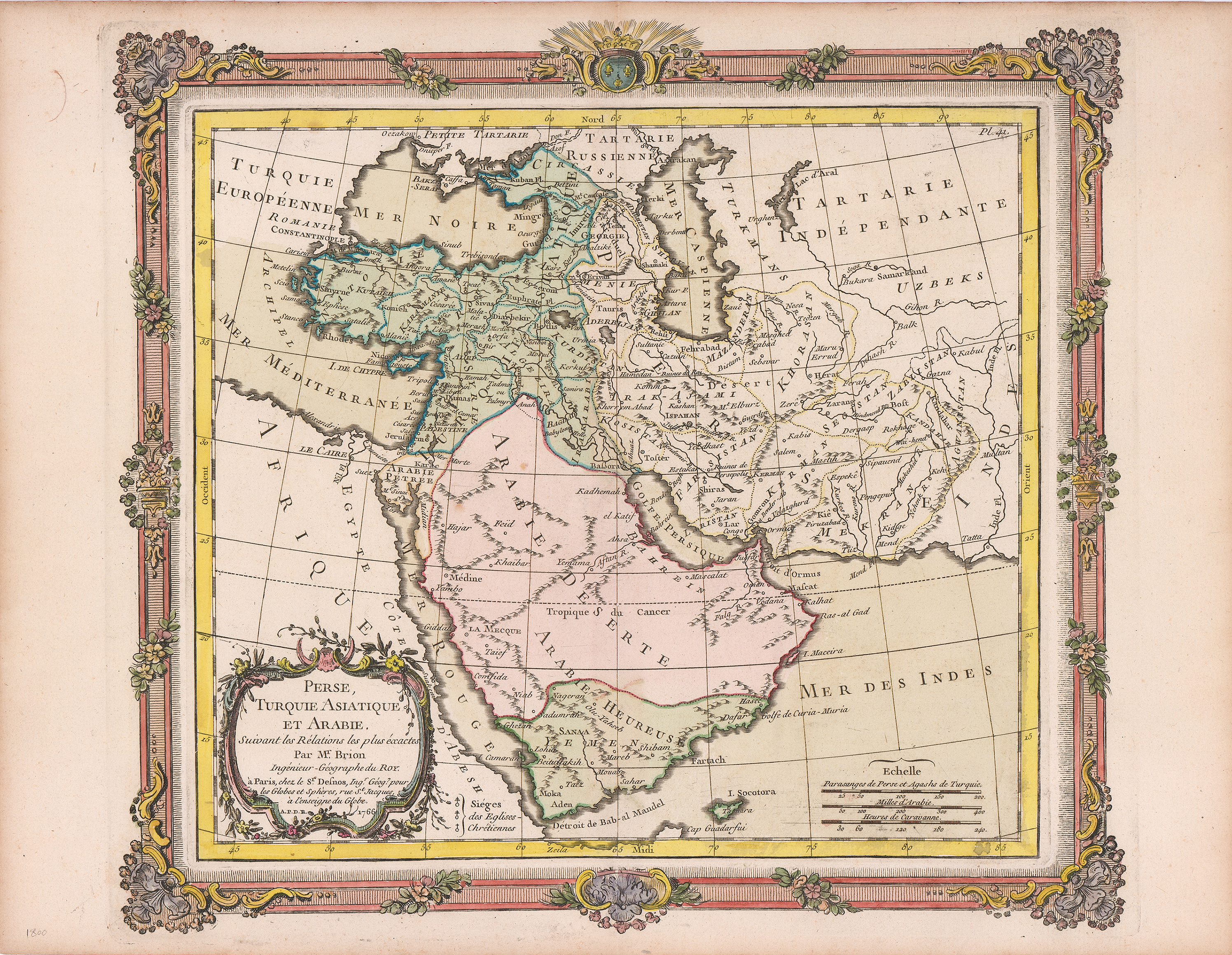
Map of Persian Gulf 1766 波斯湾
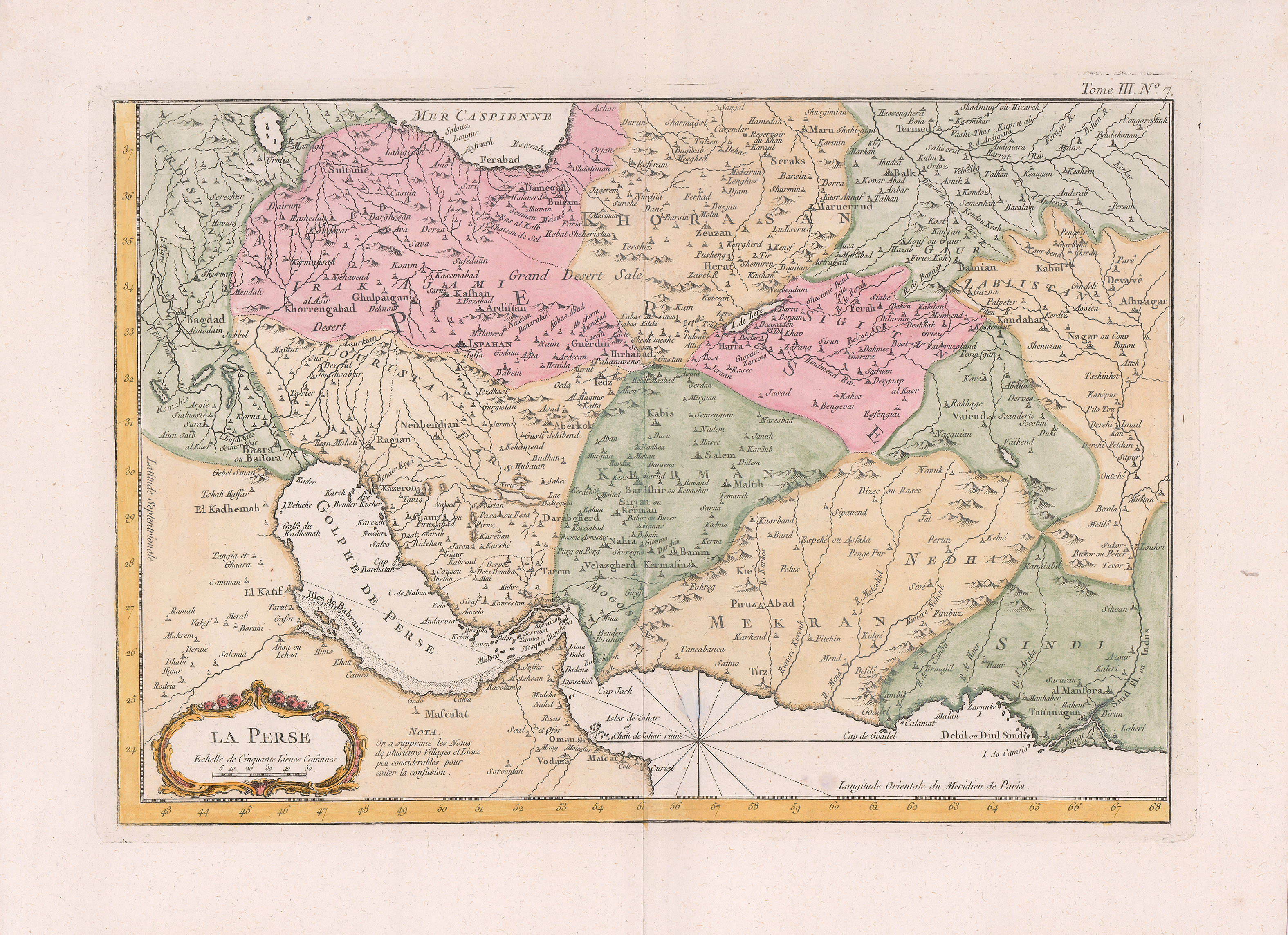
Map of Persian Gulf 1764
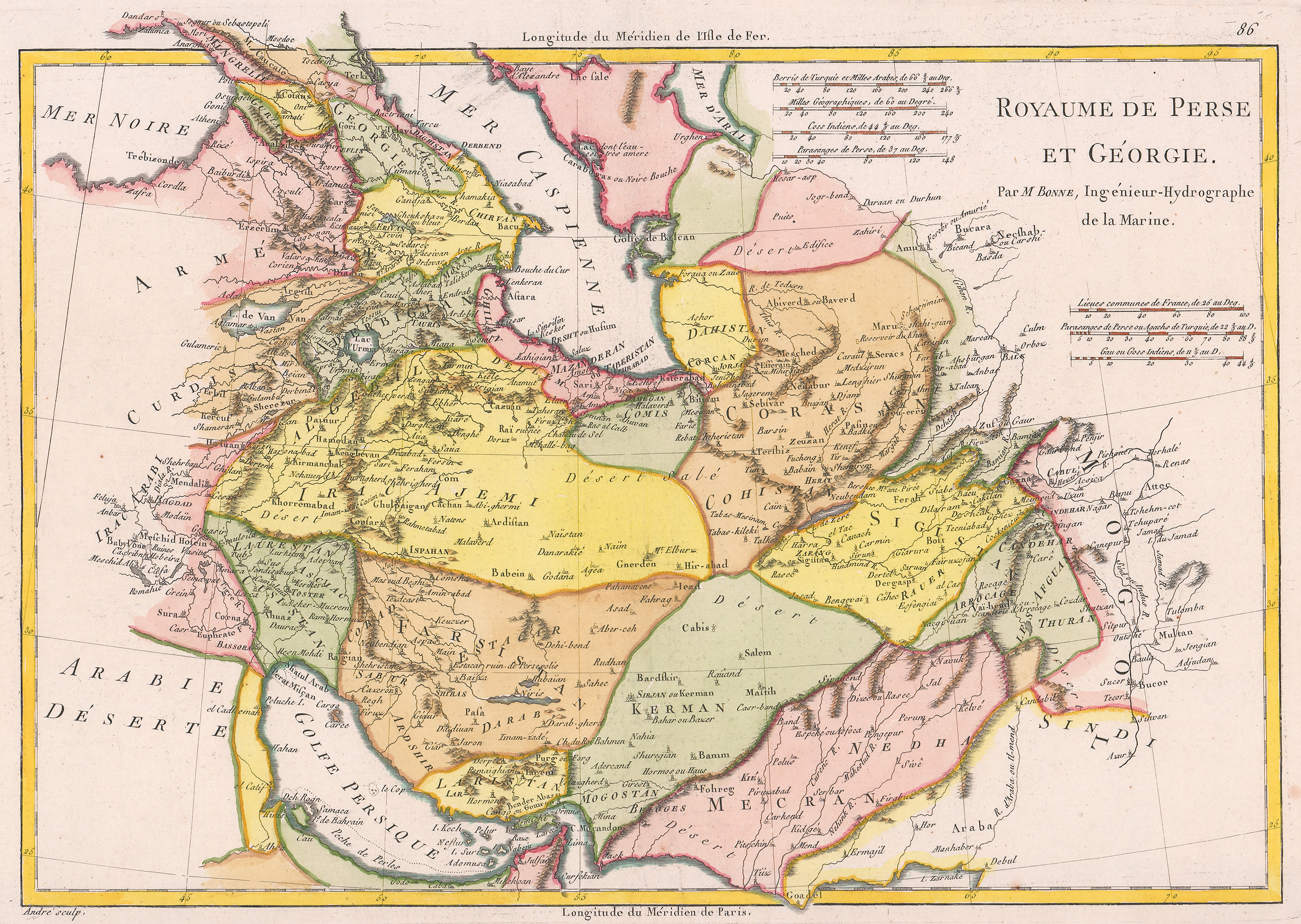
波斯湾 1780Bonne .
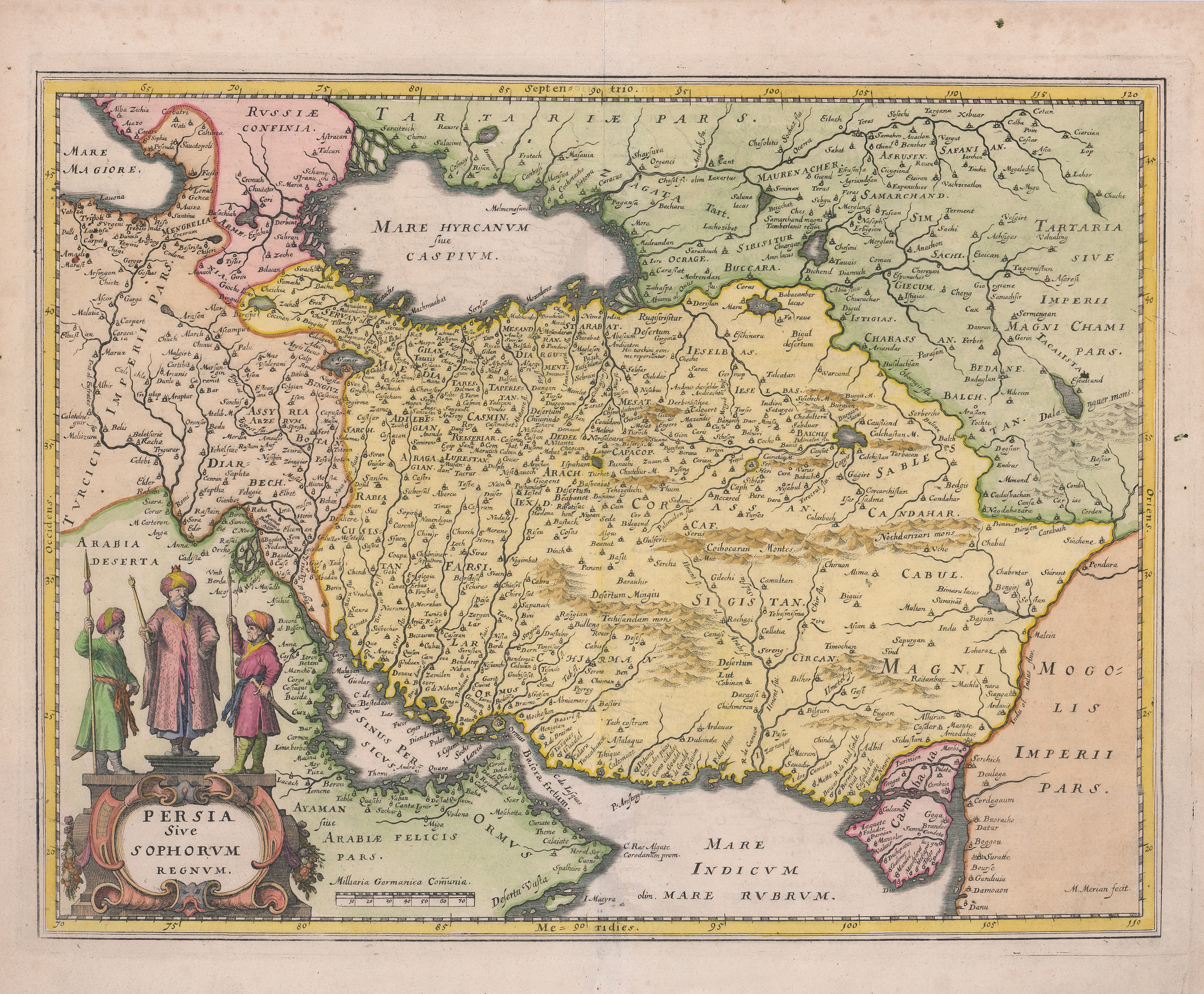
1638 波斯湾
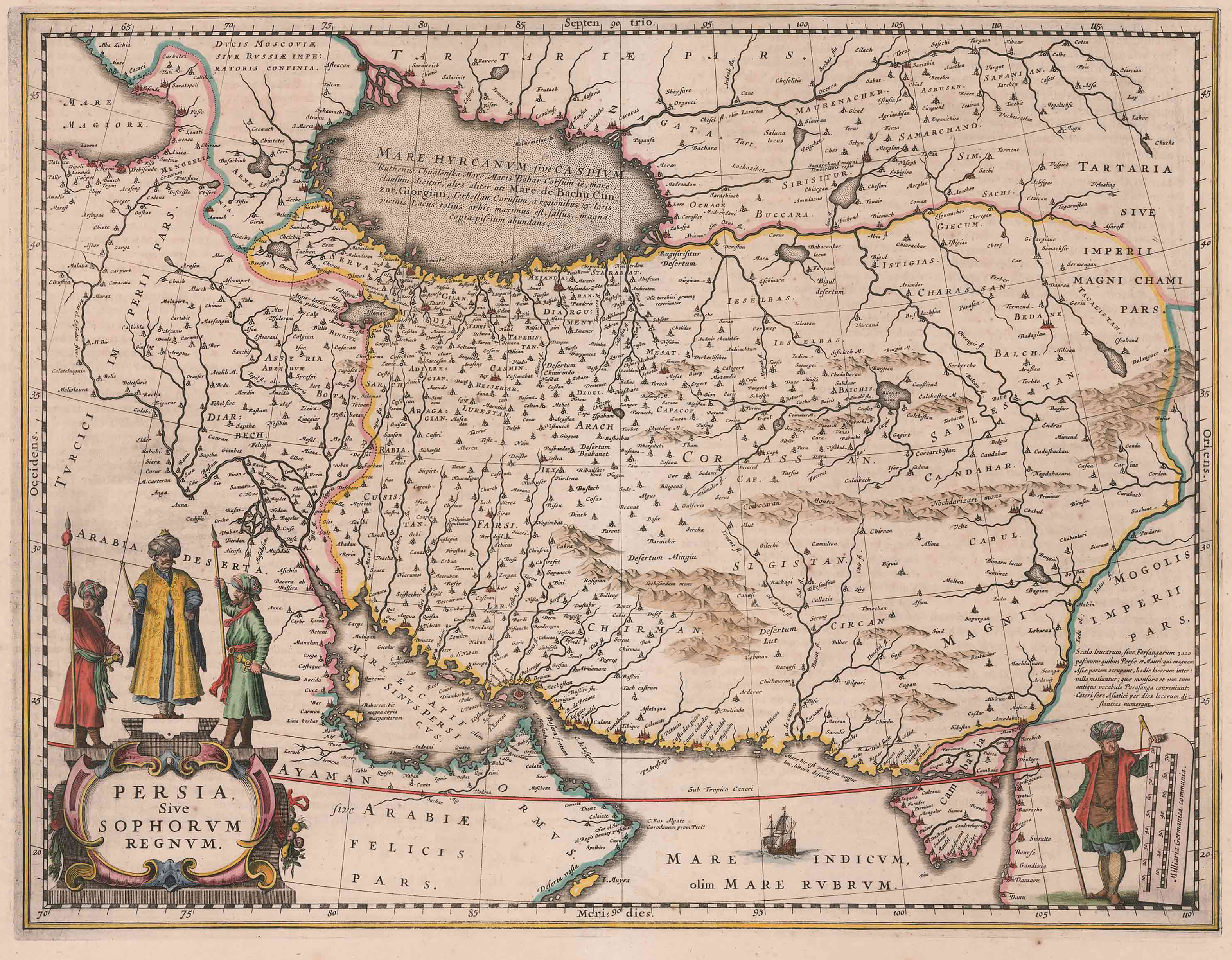
波斯湾 1640
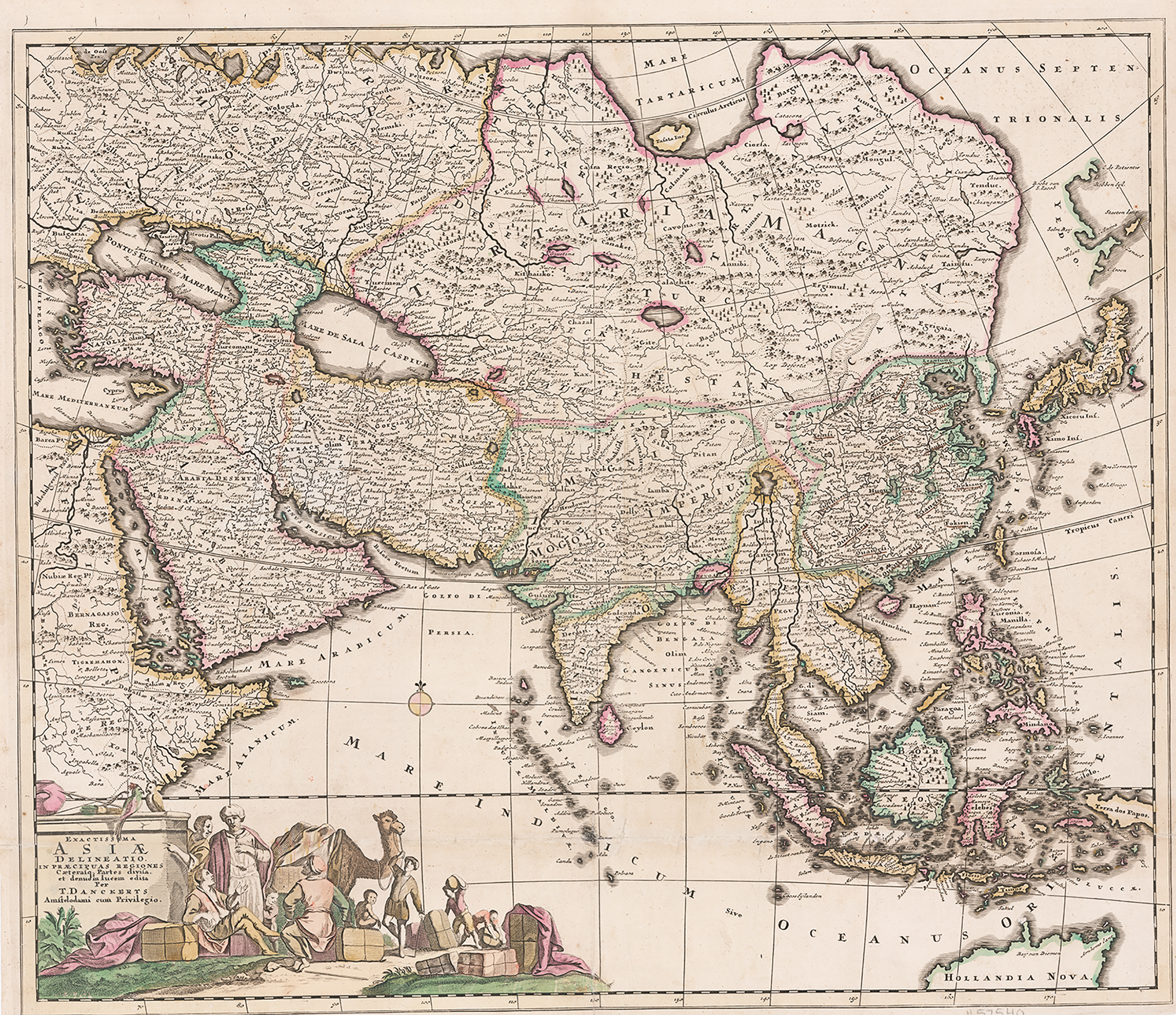
波斯湾 1685 (1700 ca)
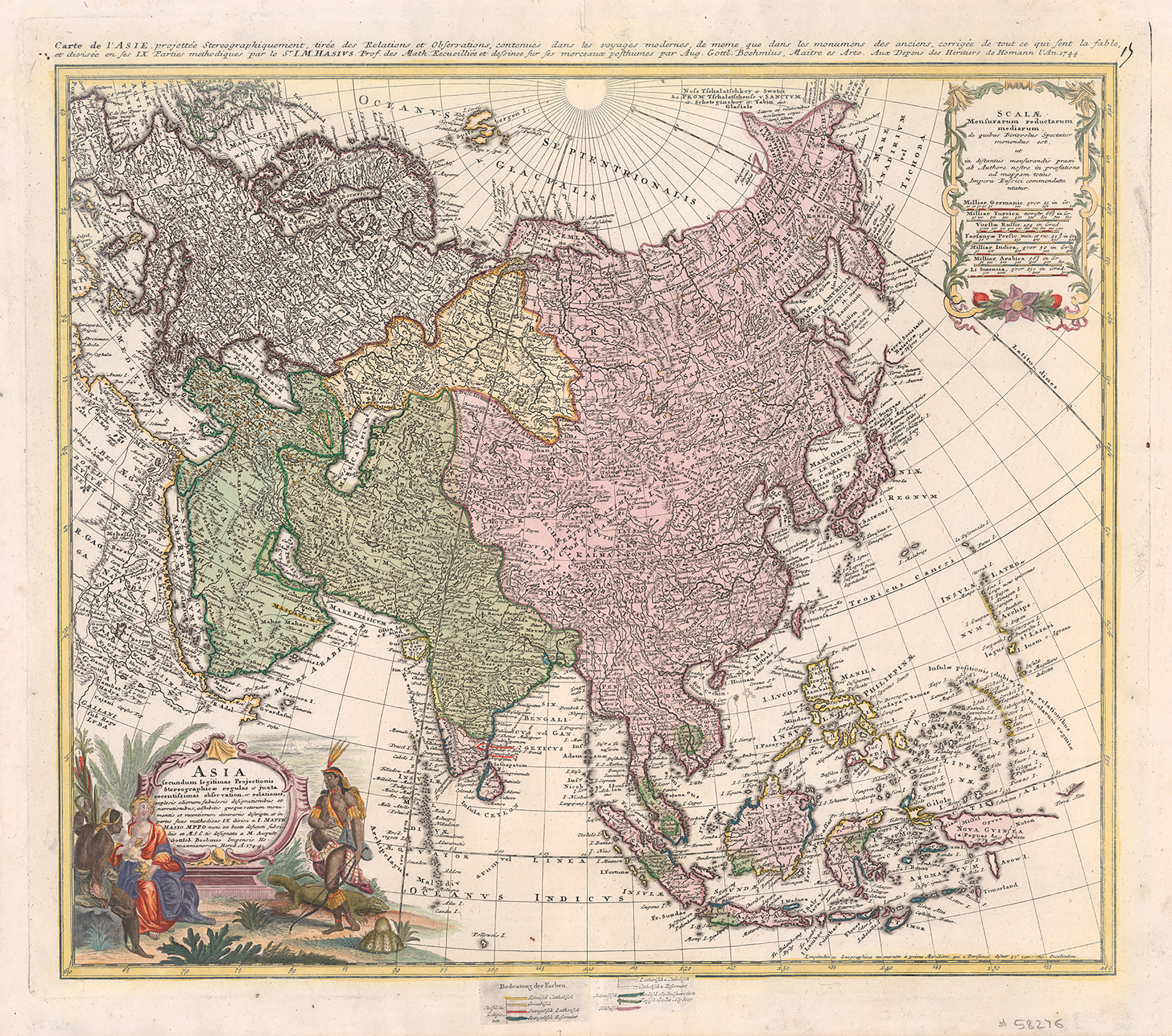
1744 .Map of Persian Gulf
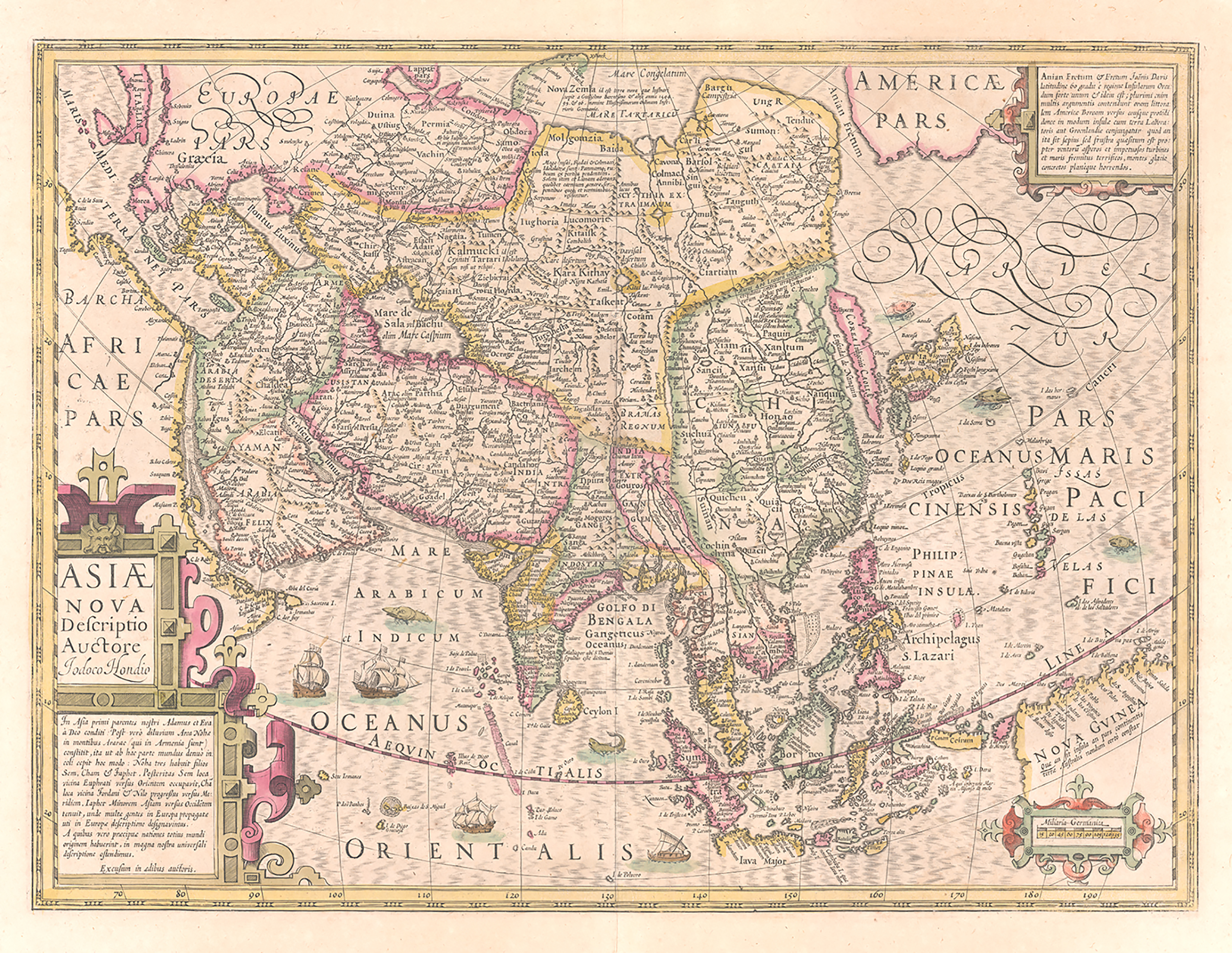
1620 波斯湾
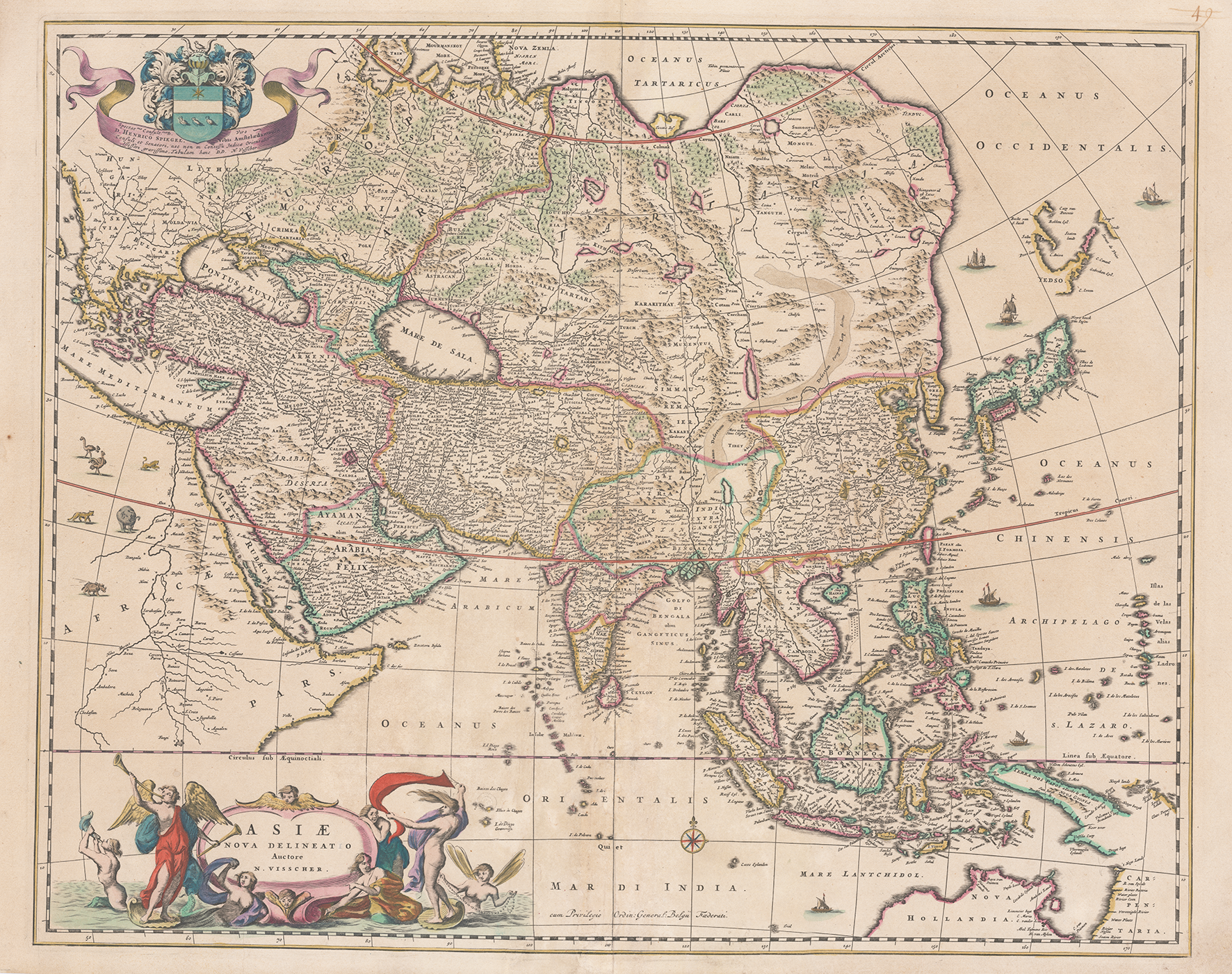
.波斯湾1670.
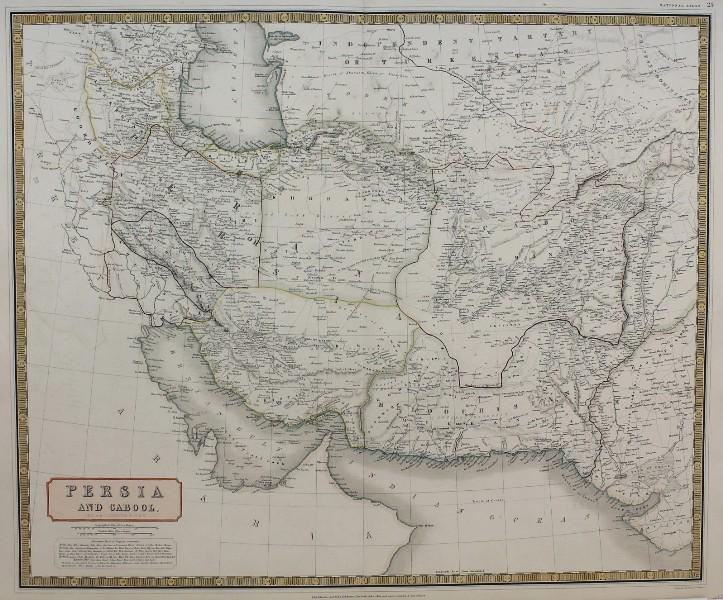
A.K. Johnston -1850-Edinburg
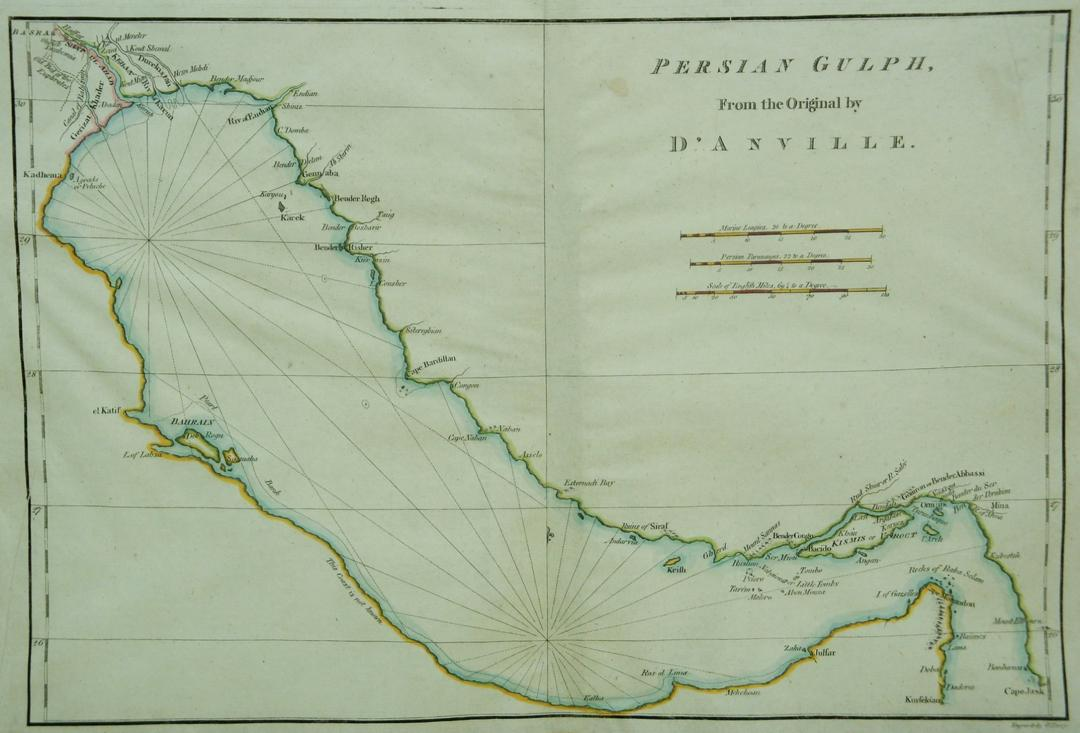
D'Anville- 1788,
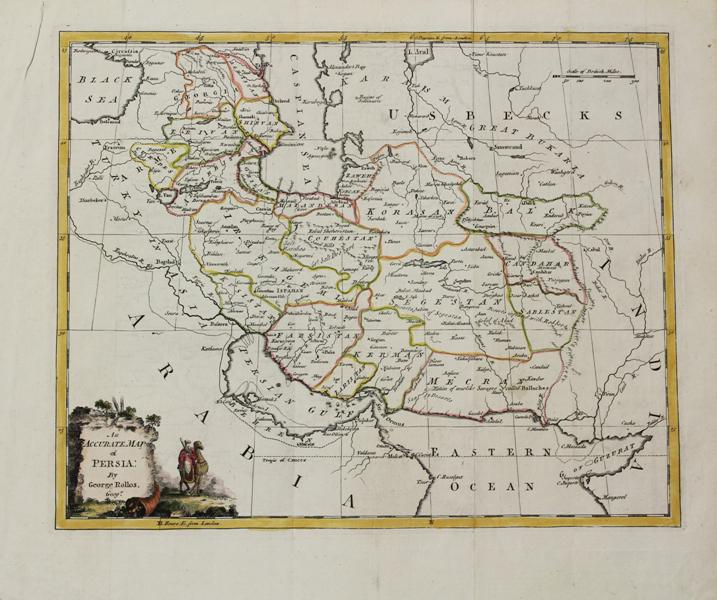
George Rollos, 1770
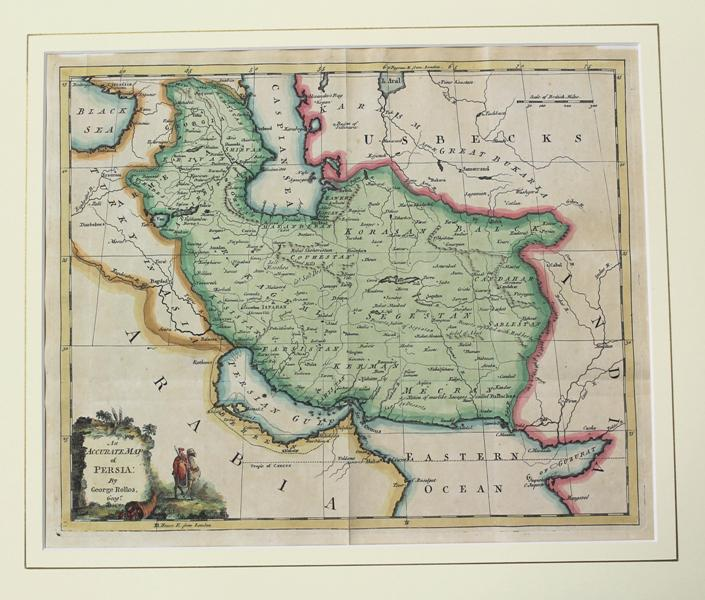
George Rollos 1770 London
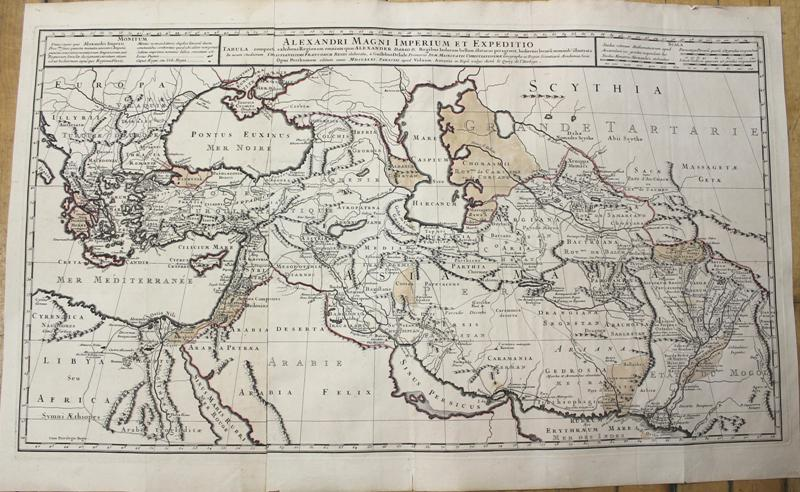
Guillaume de L'Isle - 1731- Paris
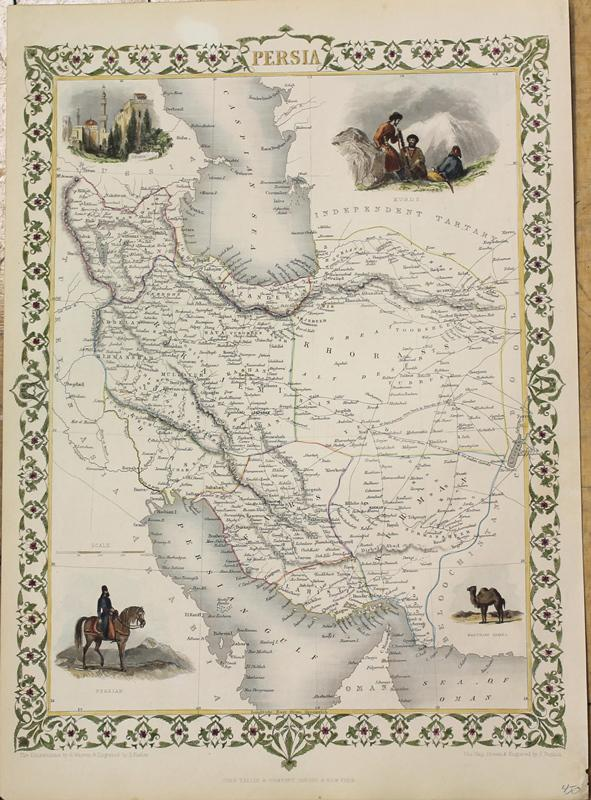
J. Rapkin, Published by Tallis.-1851-london
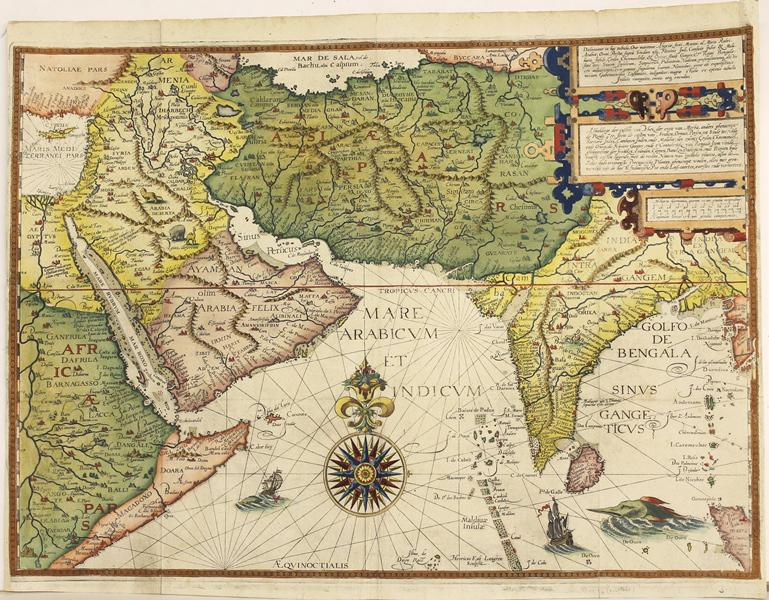
1596-Amsterdam
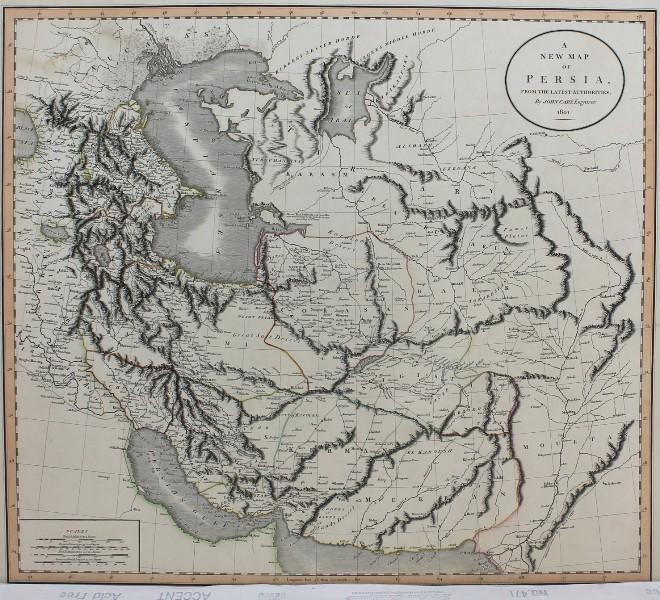
John Cary- London -1801.jpg
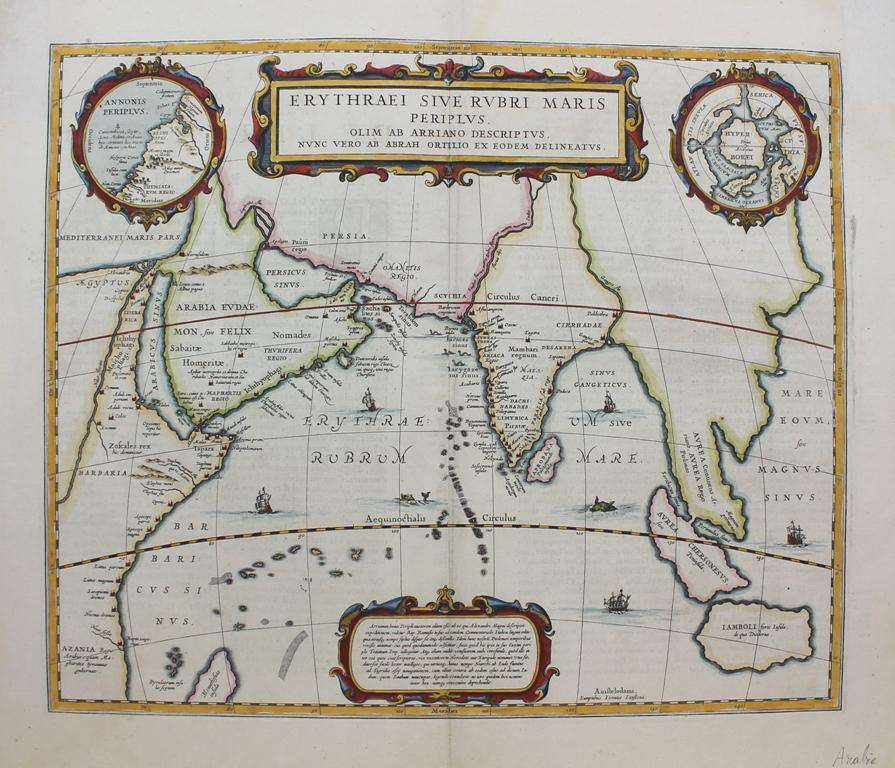
Map of Persian Gulf 1640-Amsterdam
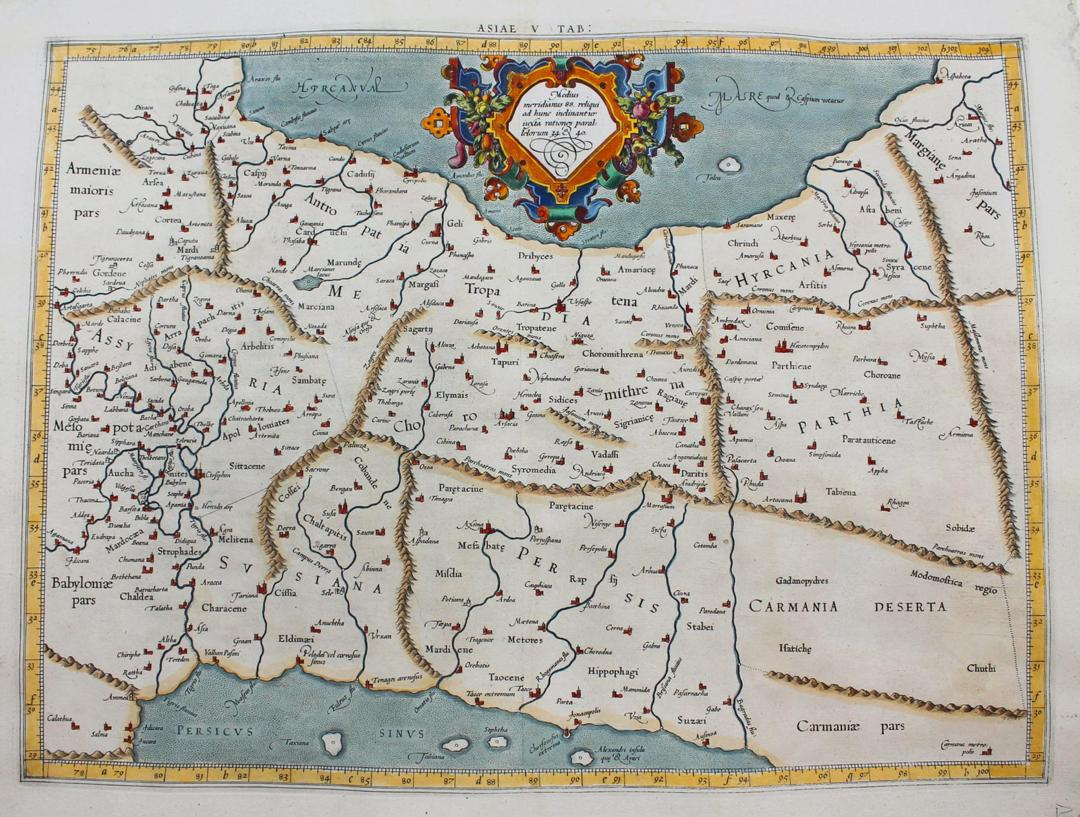
Mercator, Belgium, 1578
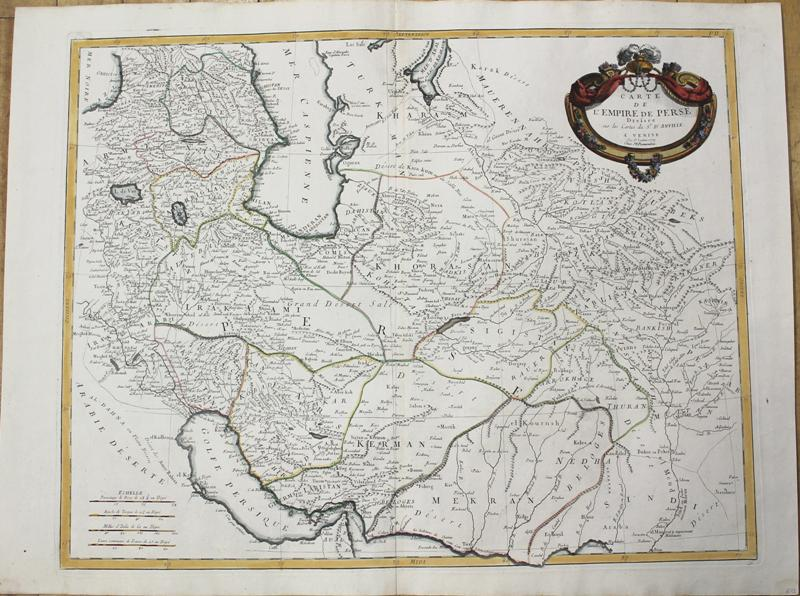
P. Santini- 1779-Venice
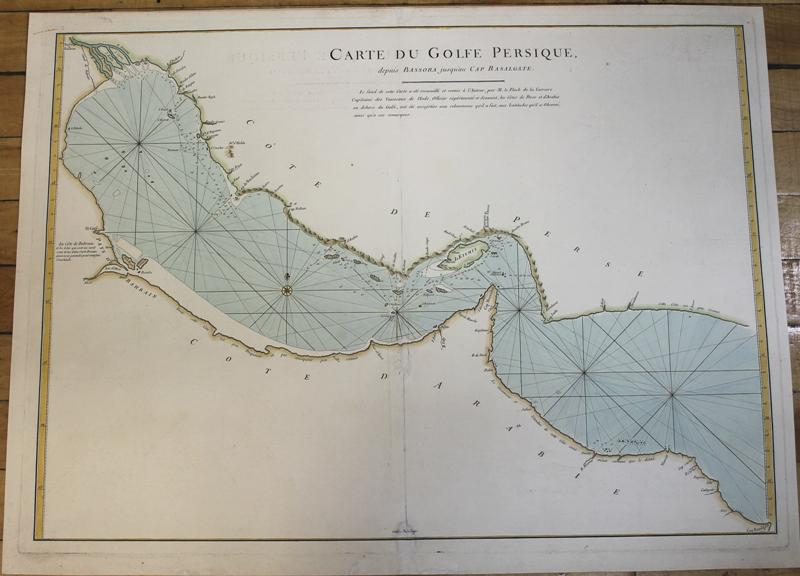
-1775-波斯湾
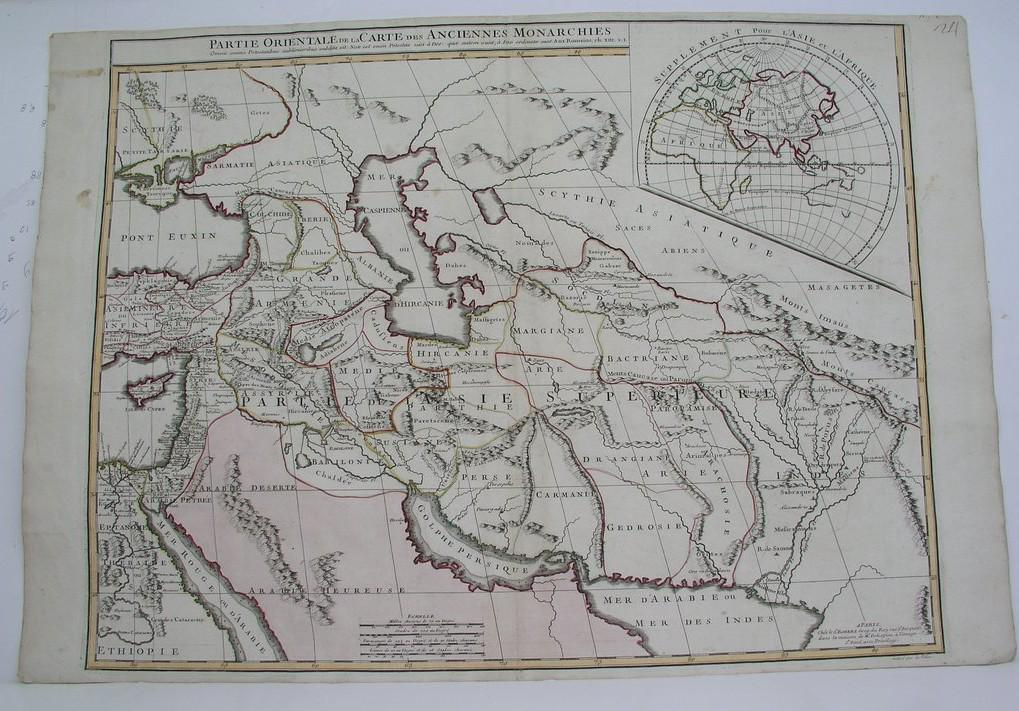
Robert- 1760- Paris.jpg
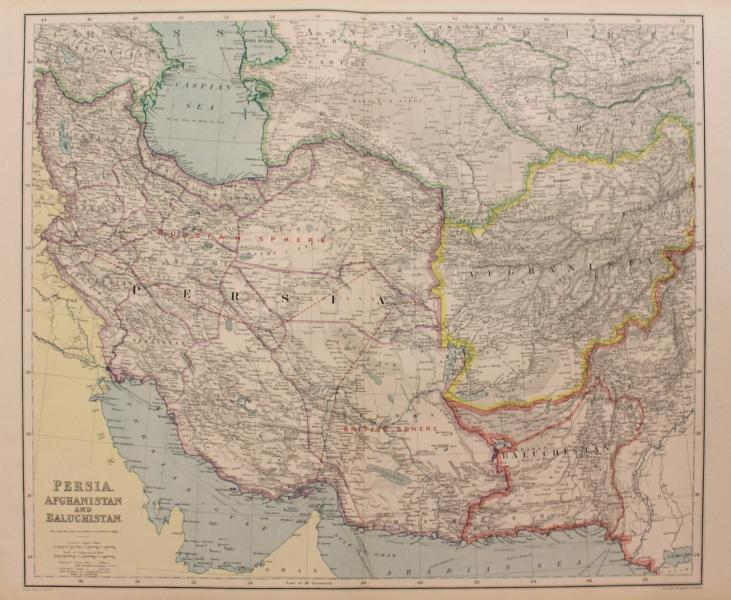
波斯湾 1890,
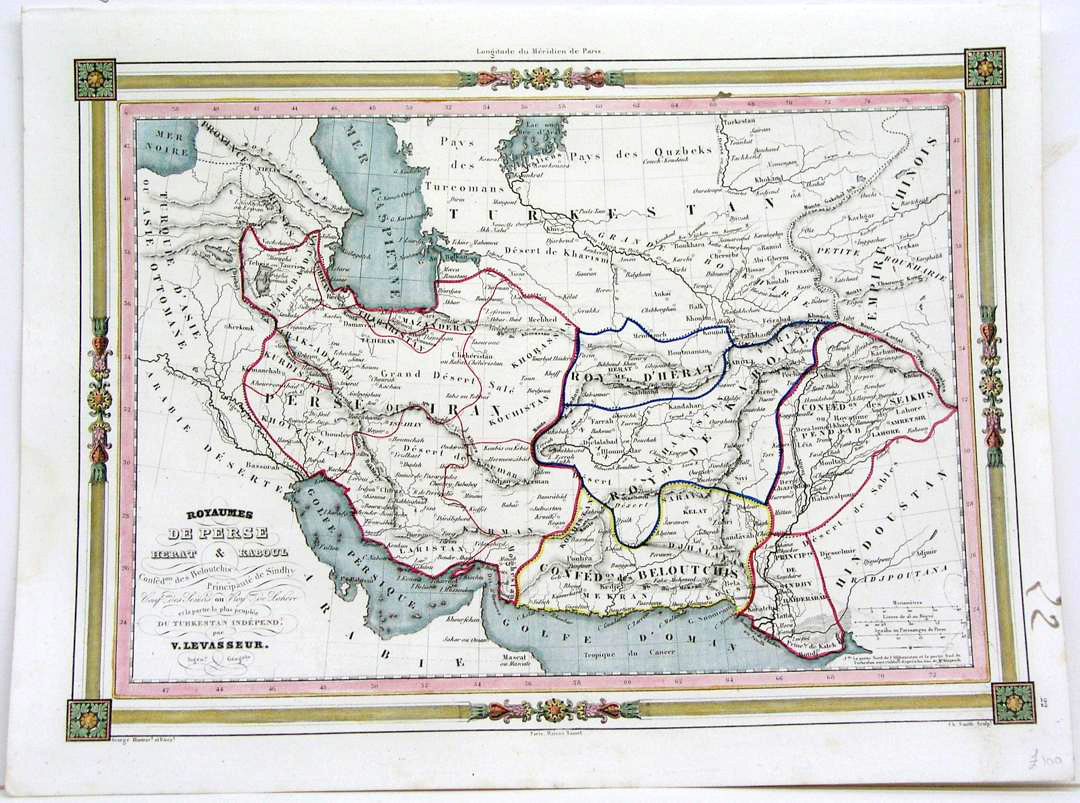
V. Levasseur - Paris- 1838.jpg
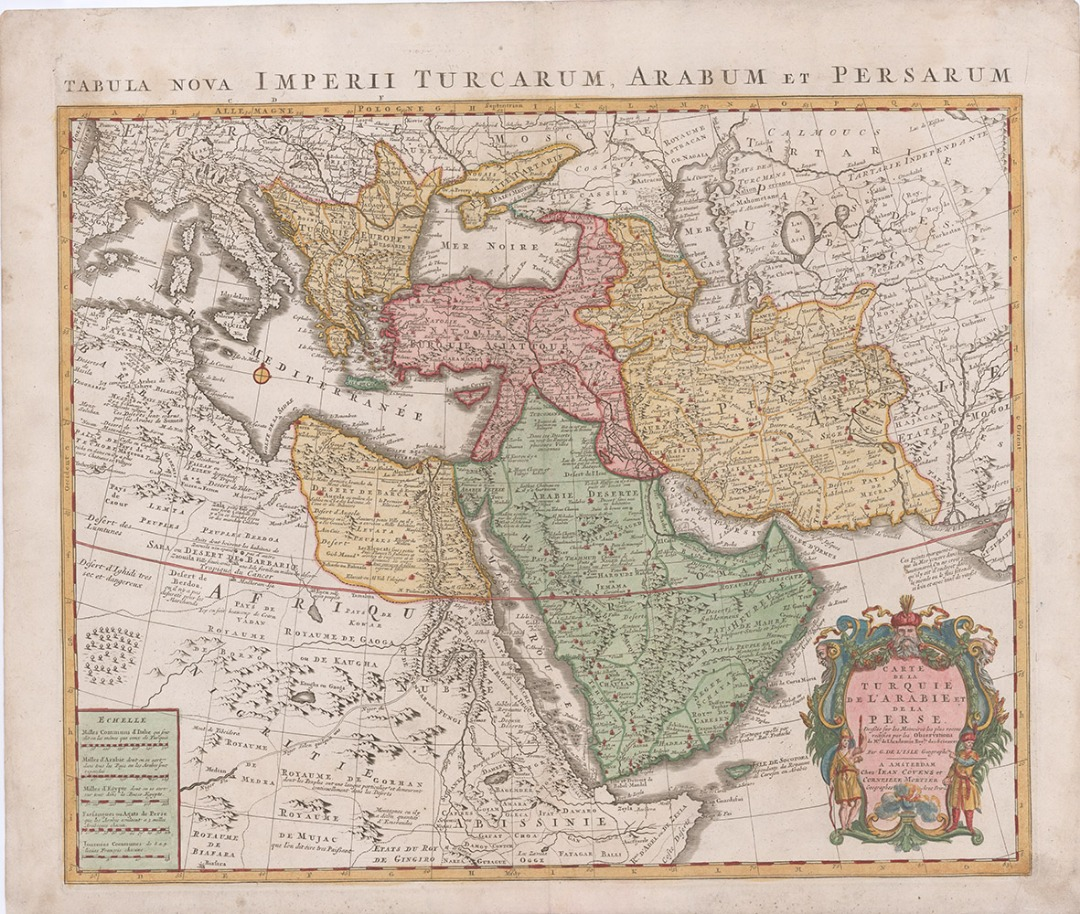
Amsterdam 1720.jpg
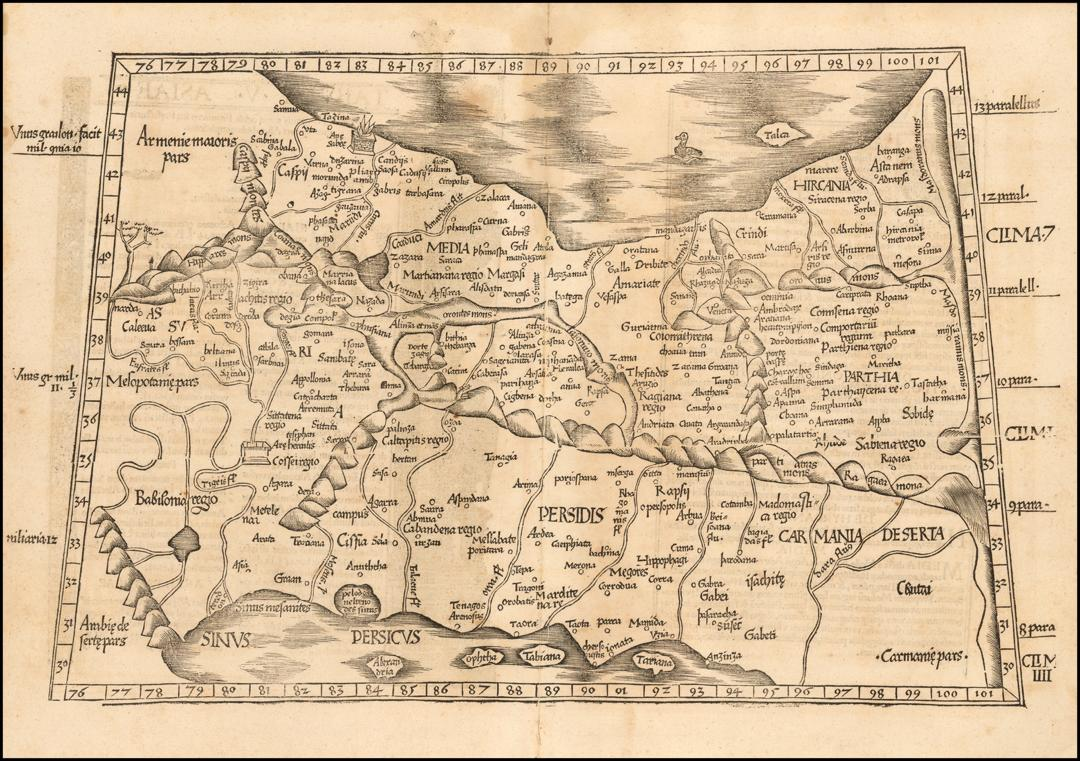
Strasbourg 1525
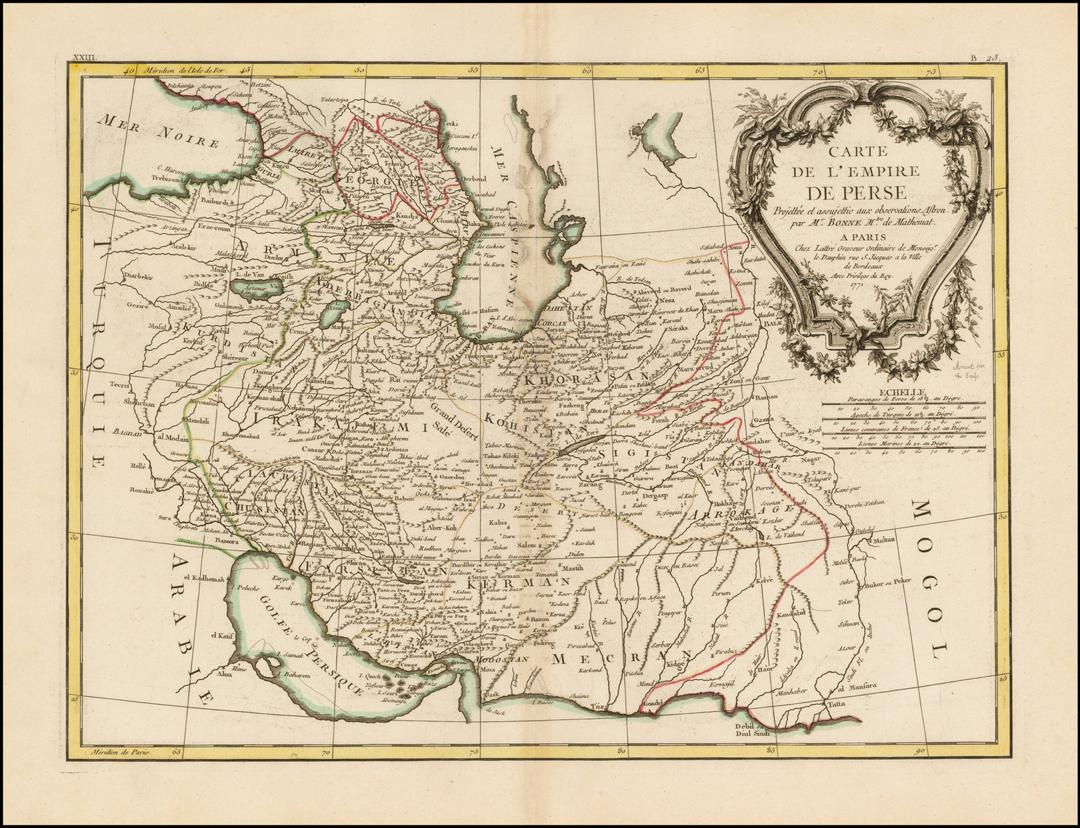
Rigobert Bonne- 1771 Paris.jpg
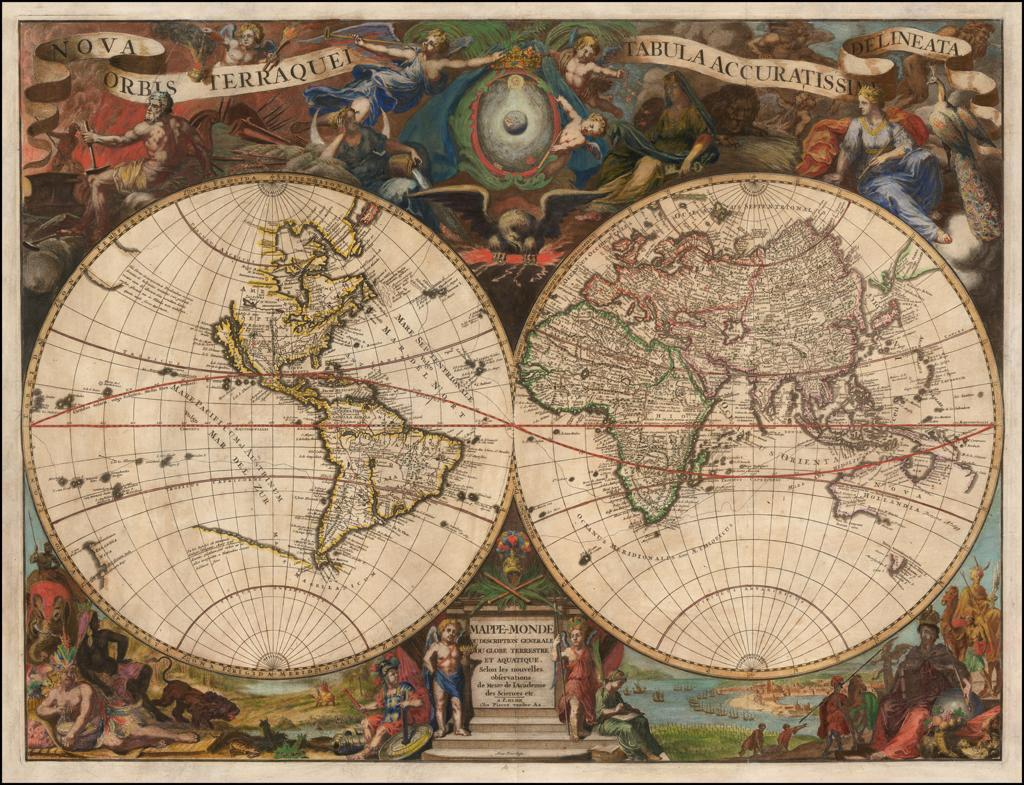
-1713
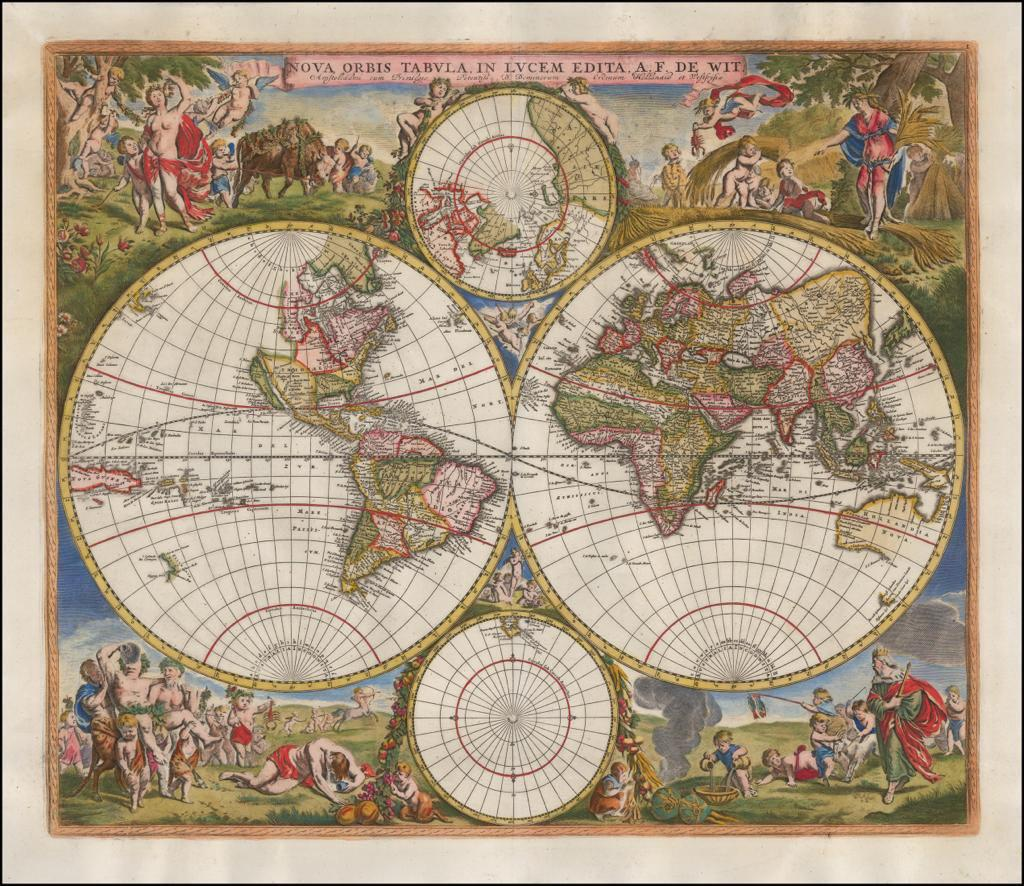
Amsterdam-1680
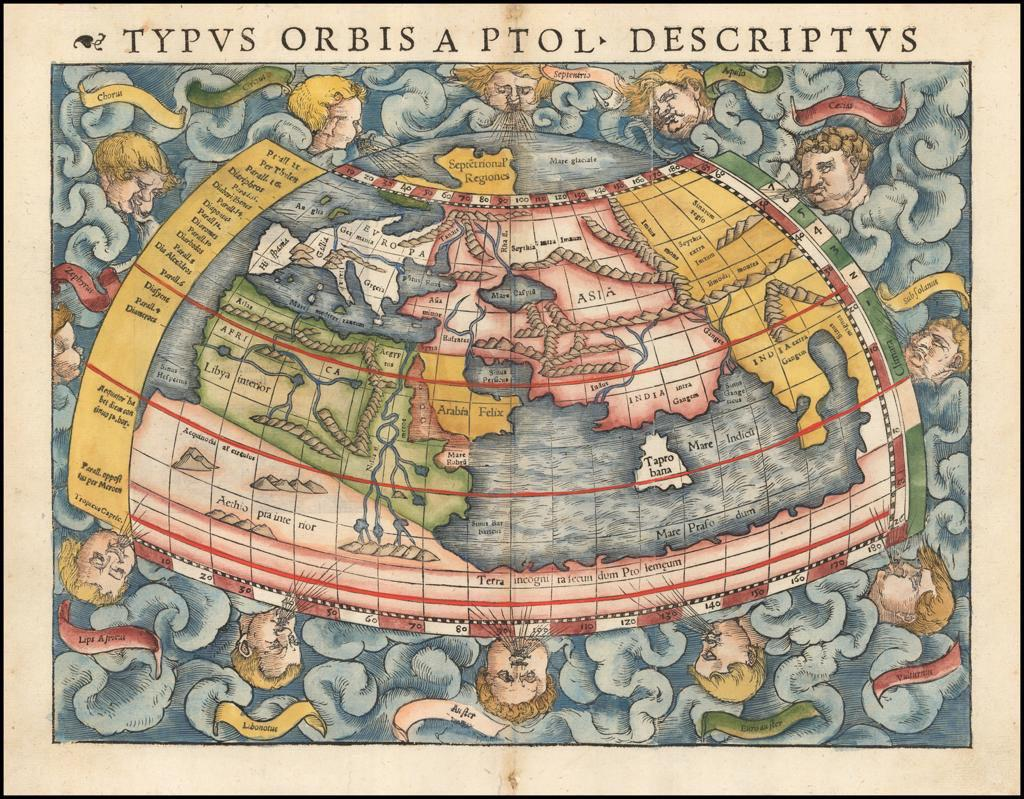
波斯湾-1542
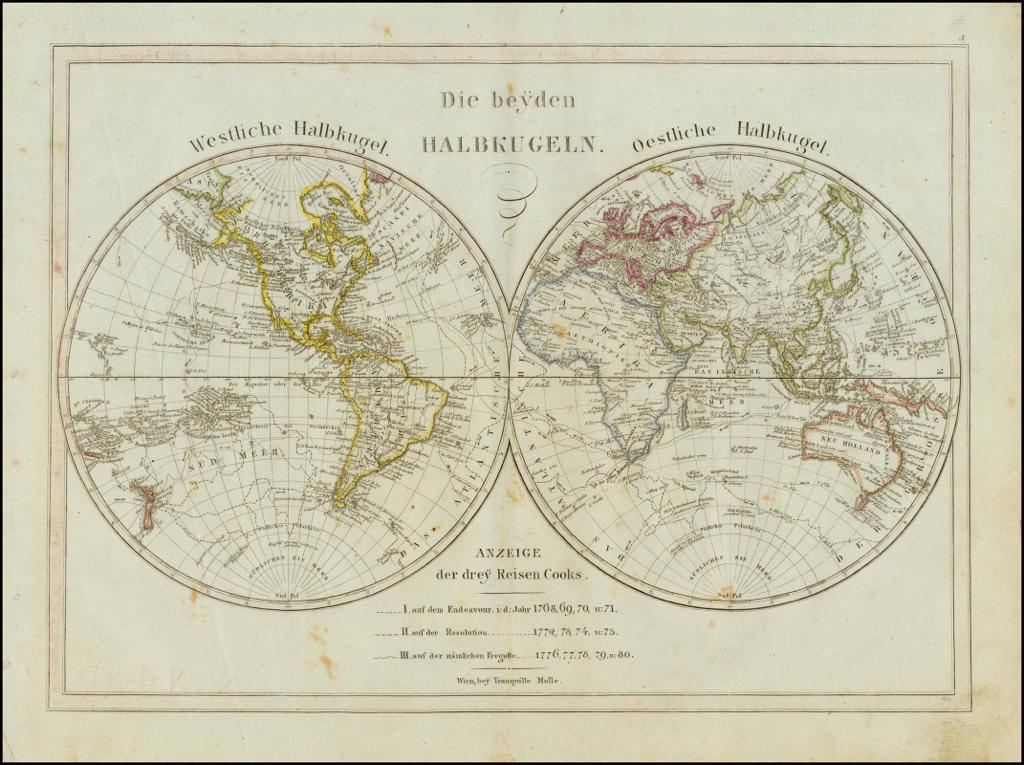
Die beyden Halbkugeln-Vienna-1790
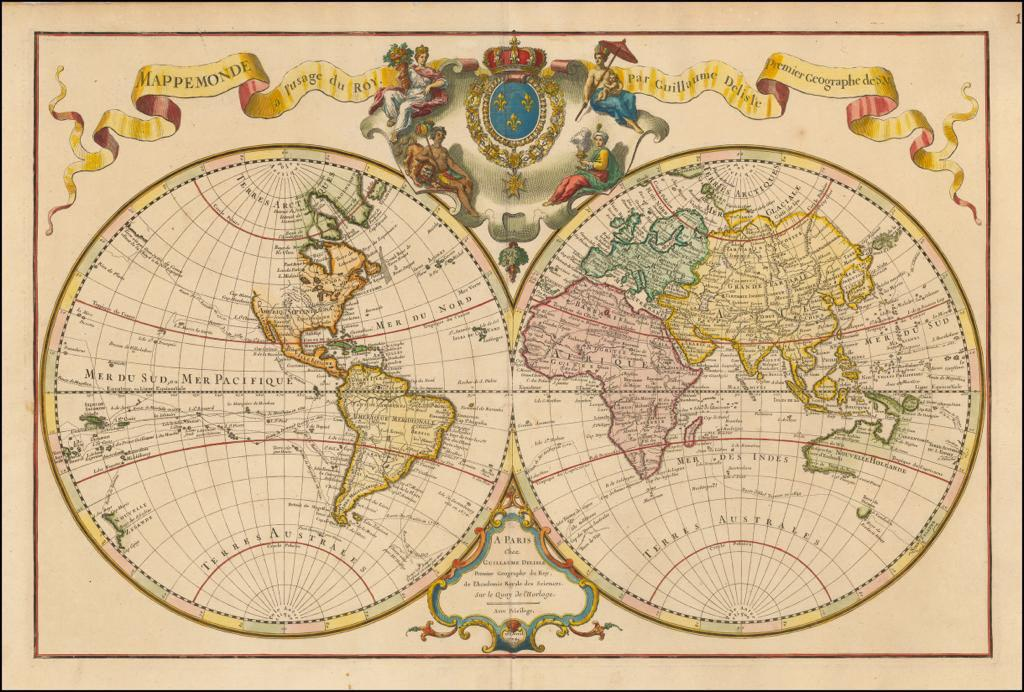
1720 波斯湾
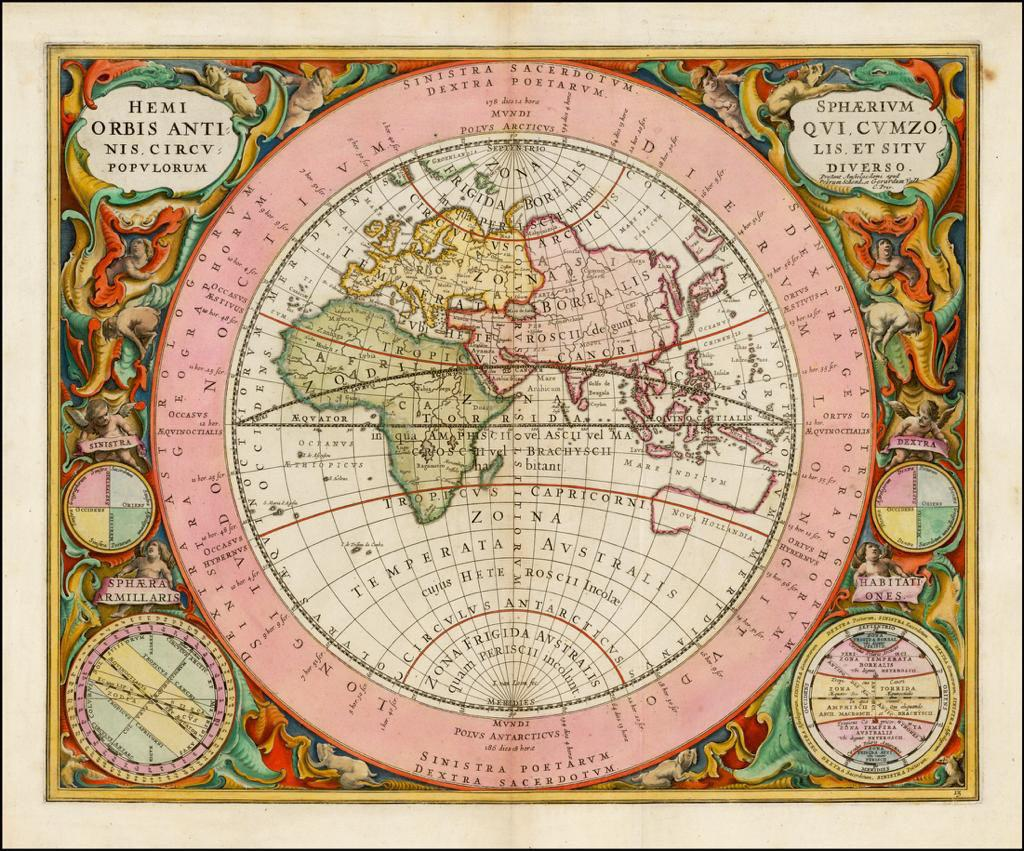
波斯湾 1660 (1708)
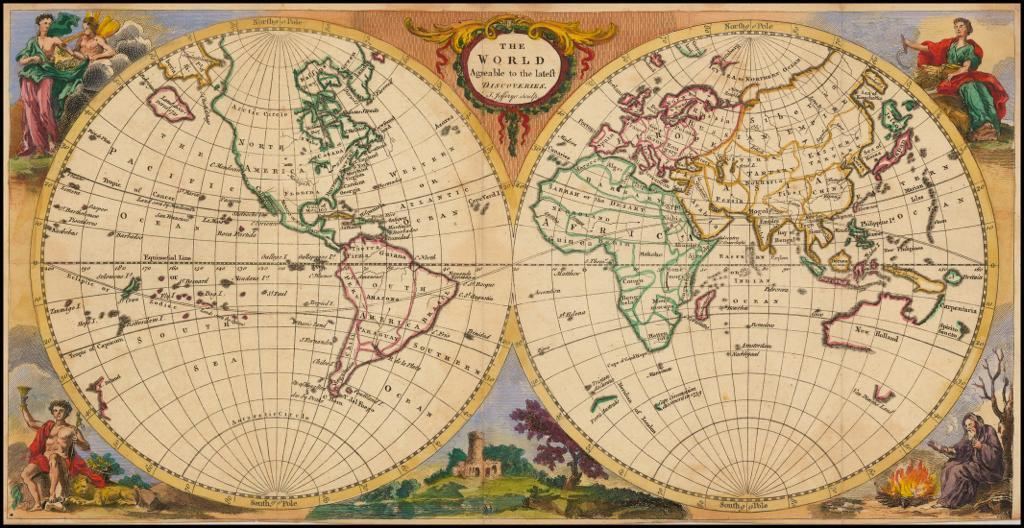
Map of Persian Gulf 1754
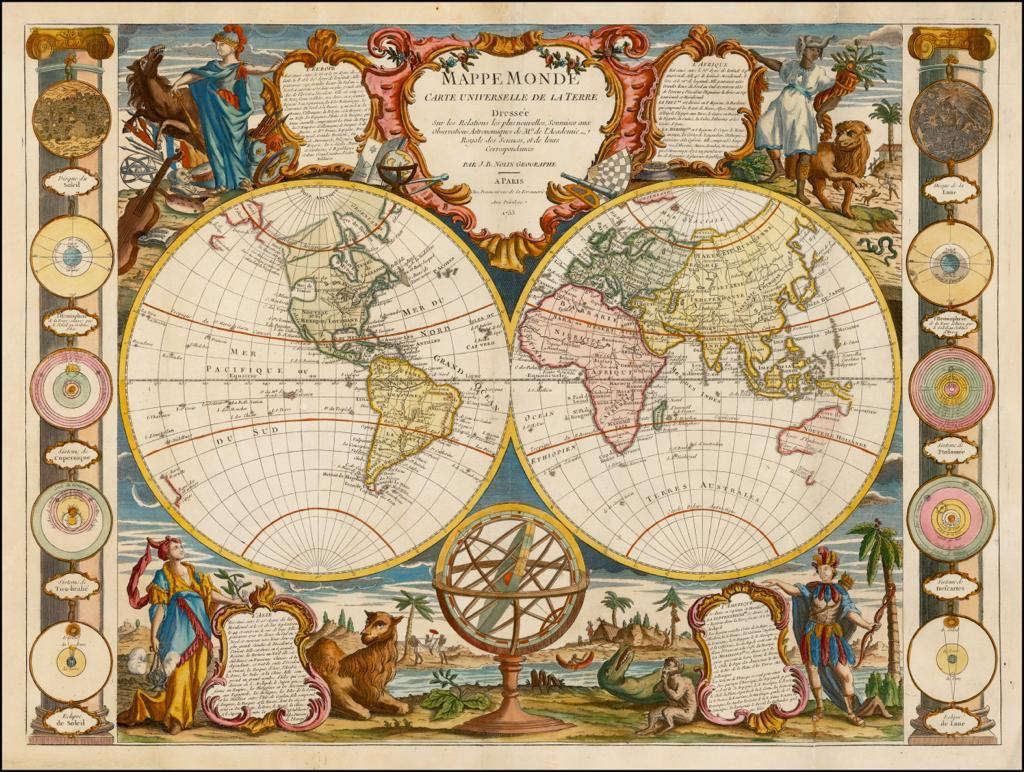
波斯湾 -1755
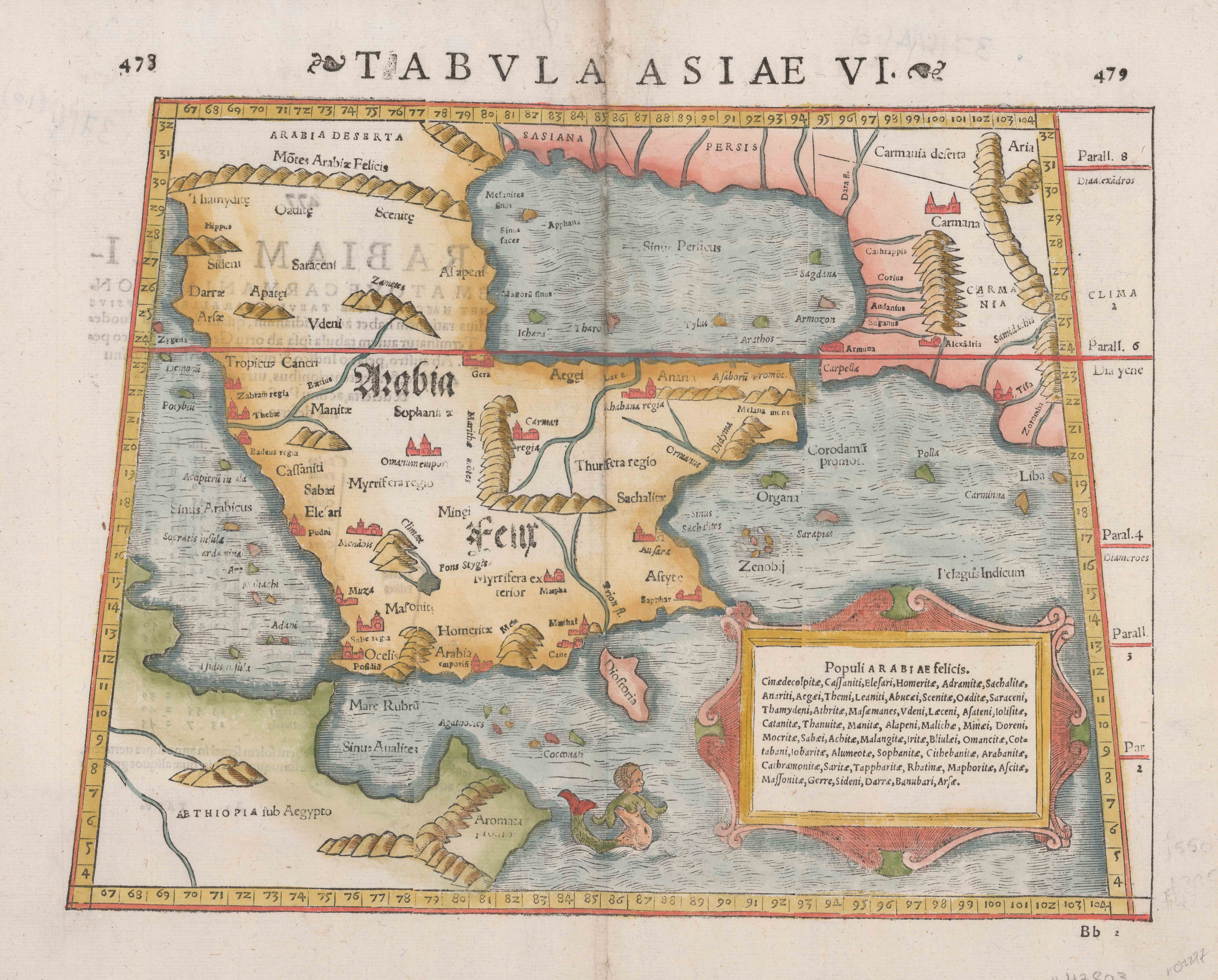
2700 Persian Gulf
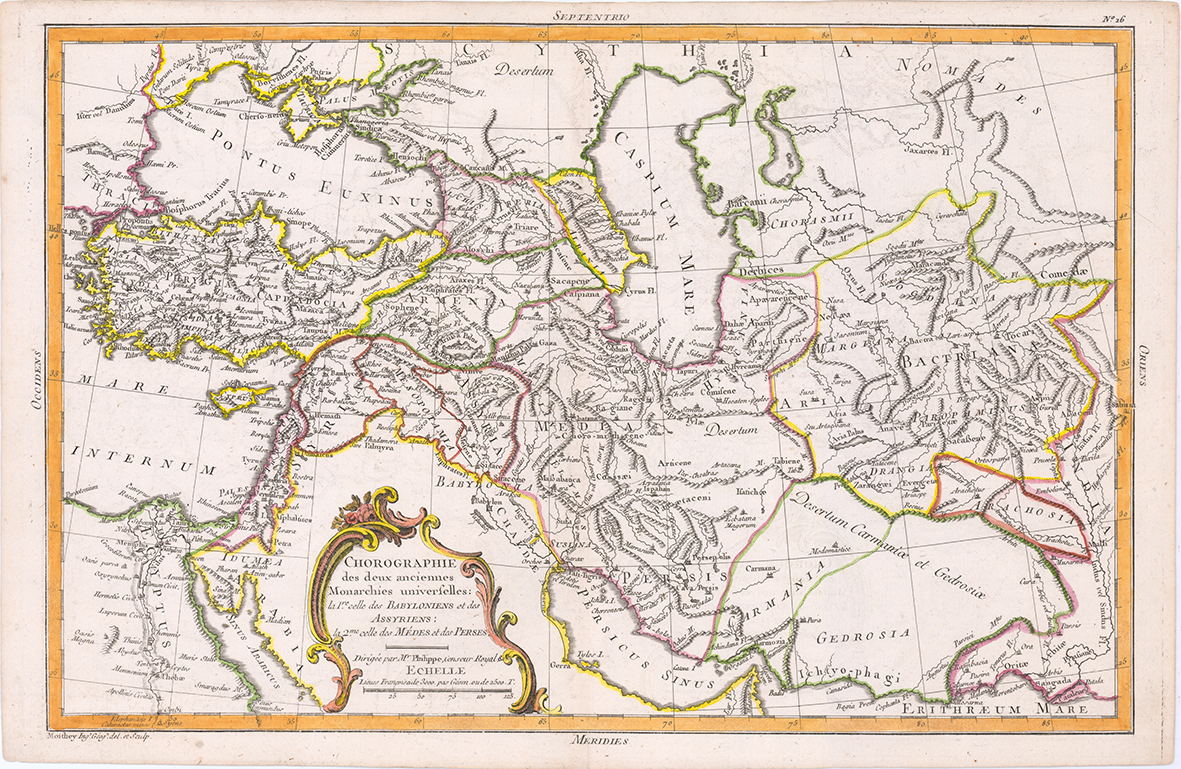
Persian Gulf 1787
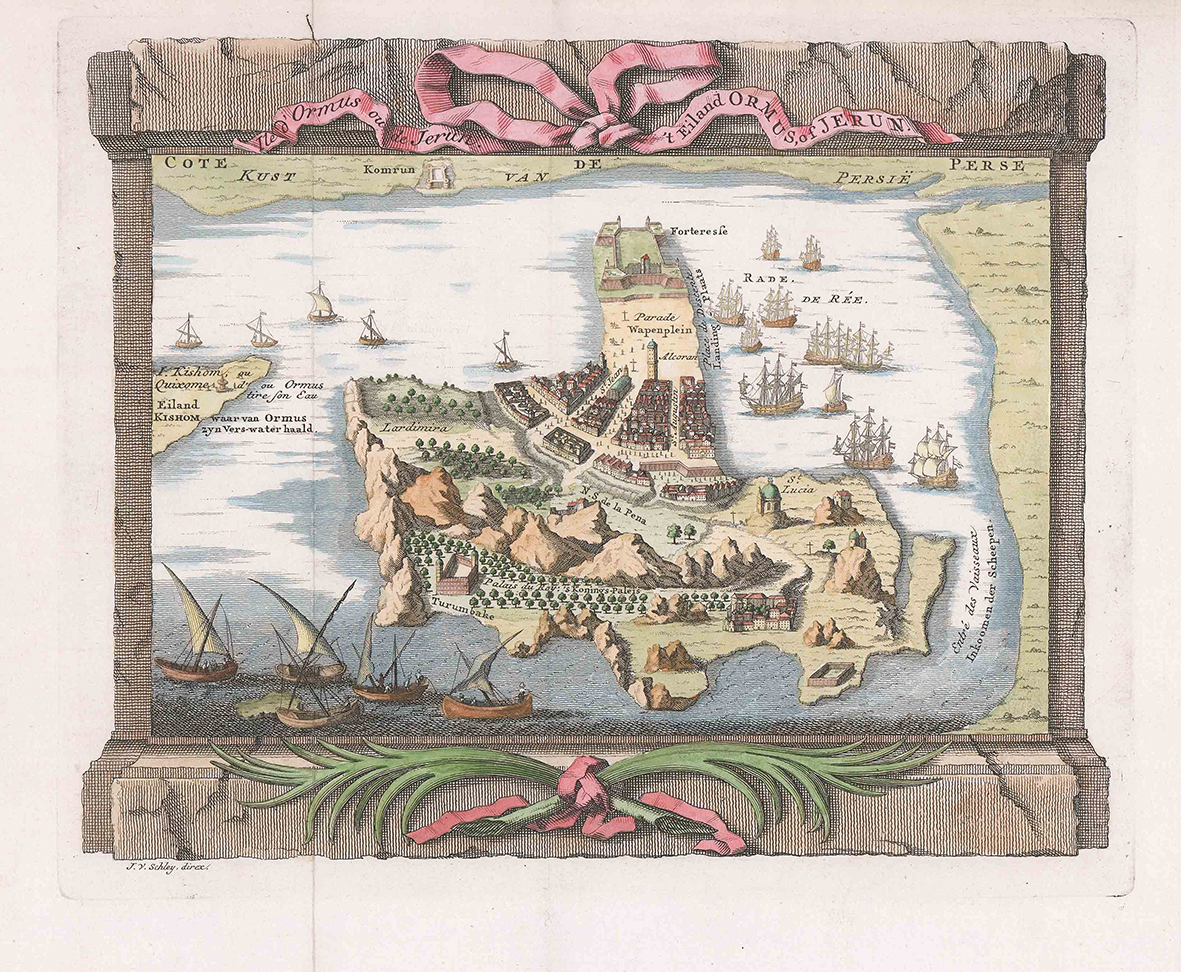
Persian Gulf 1756
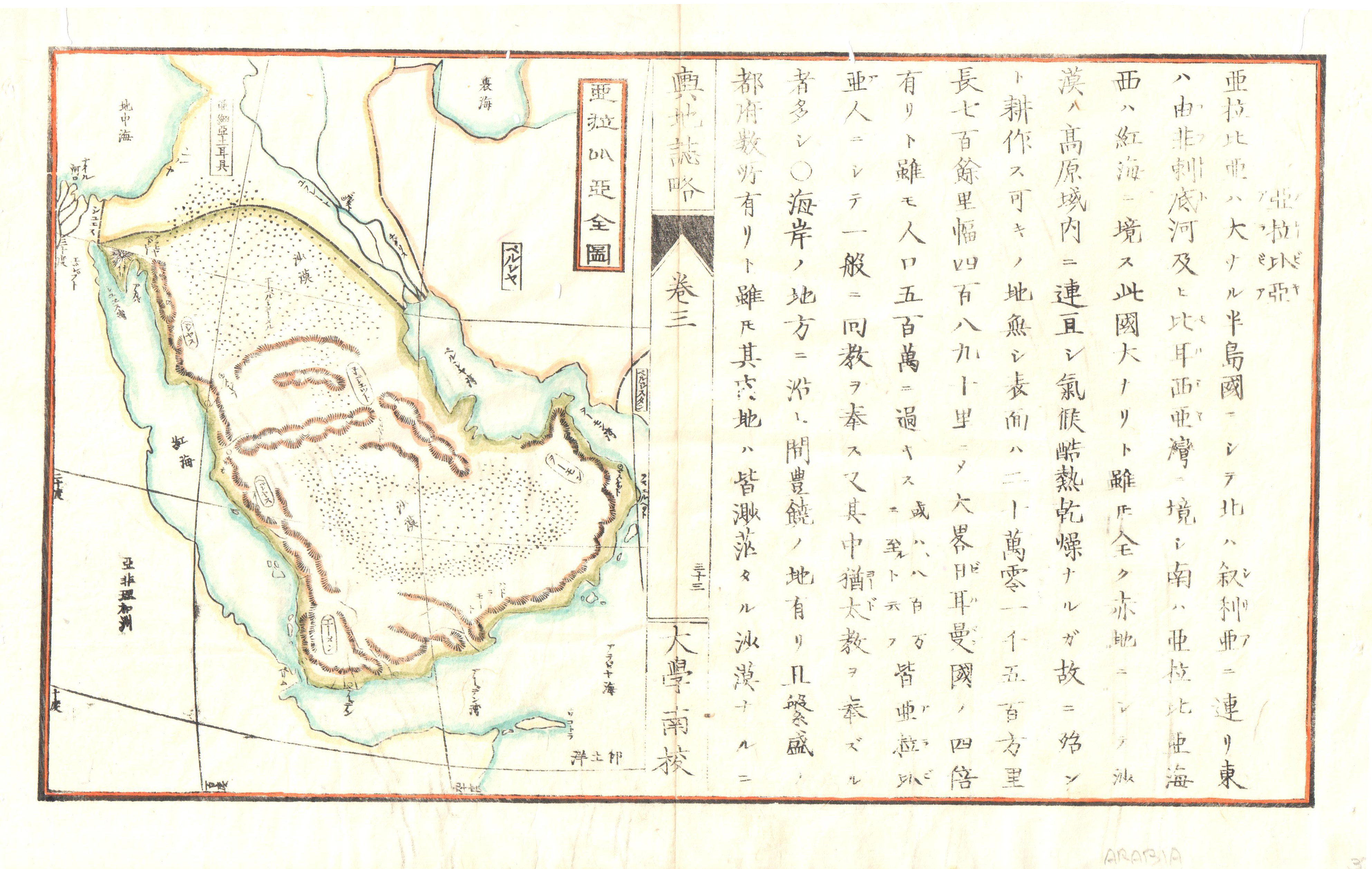
波斯湾-1874-
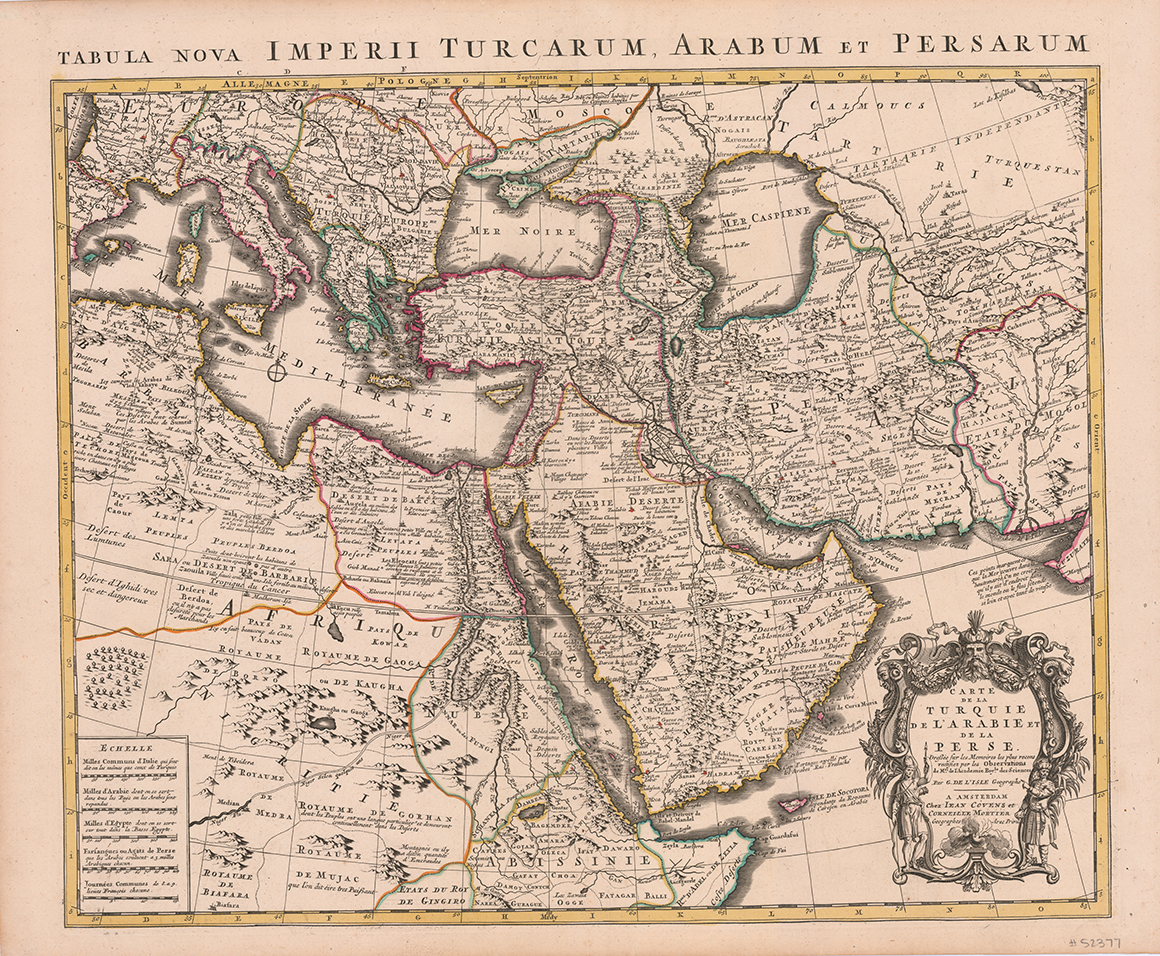
波斯湾-1720